# Centurion (tanc)
 El Centurion va ser el principal tanc de batalla de l'Exèrcit britànic durant el període posterior a la Segona Guerra Mundial. Presentat el 1945, és àmpliament considerat com un dels dissenys de tancs de postguerra més reeixits, romanent en producció fins a la dècada de 1960, i veient combat fins a la dècada de 1980. El xassís es va adaptar per a altres funcions, i aquestes variants han romàs en servei. Era un tanc molt popular amb bona armadura, mobilitat i un potent armament principal.
El desenvolupament del Centurion va començar el 1943 amb la fabricació a partir de gener de 1945. Sis prototips van arribar a Bèlgica menys d'un mes després que la guerra a Europa acabés el maig de 1945. Va entrar en combat amb l'exèrcit britànic a la Guerra de Corea el 1950 en suport de les forces de l'ONU.
Entre 1946 i 1962 es van produir 4.423 Centurions, que constaven de 13 marques bàsiques i nombroses variants. A l'exèrcit britànic va ser substituït pel Chieftain.

## Desenvolupament
El 1943, el Directori de Disseny de Tancs, sota Sir Claude Gibb, va rebre l'encàrrec de produir un nou disseny per a un tanc de creuers pesats sota la designació de l'Estat Major General A41. Després d'una sèrie de dissenys bastant mediocres en la sèrie A en el passat, i tenint en compte l'amenaça que suposava el canó alemany de 88 mm, l'Oficina de Guerra va exigir una revisió important dels requisits de disseny, específicament: major durabilitat i fiabilitat, la capacitat de suportar un impacte directe del canó alemany de 88 mm i proporcionar una major protecció contra les mines. Inicialment, el setembre de 1943, el tanc A41 no pesava més de 40 tones llargues, el límit per als remolcs de transport Mark I i Mark II existents i per a un pont Bailey de 24 m d'envergadura. L'ample de càrrega del ferrocarril britànic requeria que l'amplada no superés els 3,25 m i l'amplada òptima era de 3,12 m, però, críticament, per al nou tanc aquesta restricció havia estat aixecada per l'Oficina de Guerra sota la pressió del Departament de Disseny de Tancs. Una velocitat alta no era important, mentre que l'agilitat era igual a la del comet. Es va especificar una gran velocitat inversa, ja que durant els combats al sud d'Itàlia, els tancs aliats van quedar atrapats en estretes carreteres enfonsades per l'exèrcit alemany. La caixa de canvis de producció modificada tenia un revers de dues velocitats, amb la velocitat inversa més alta similar a la segona marxa.
El Departament va produir un buc més gran substituint la suspensió Christie de cinc rodes de llarg recorregut utilitzada al Comet amb una suspensió Horstmann de sis rodes, i ampliant l'espaiat entre la segona i la tercera de rodes. La suspensió Christie, amb bobines de molla verticals entre plaques cuirassades laterals, va ser reemplaçada per una suspensió Horstmann amb tres bogies de dues rodes muntades externament a cada costat. El disseny de Horstmann no oferia la mateixa qualitat de viatge que el sistema Christie, però ocupava menys espai i era més fàcil de mantenir. En cas de danys per mines, la suspensió individual i les unitats de rodes podrien substituir-se amb relativa facilitat. El casc va ser redissenyat amb una armadura soldada i inclinada i presentava una torreta parcialment fosa amb la ben considerada de 17 lliures (76,2 mm) com a canó principal i un canó de 20 mm Polsten en una muntura independent a la seva esquerra. Amb un motor Rolls-Royce Meteor construït per Rover, com s'utilitza en el Comet i Cromwell, el nou disseny tindria un rendiment excel·lent.

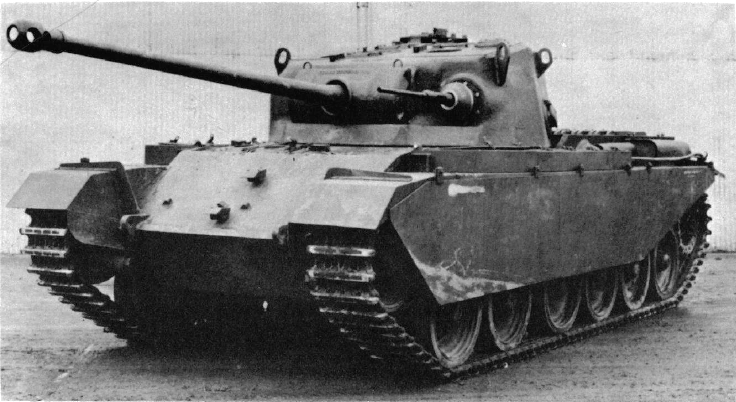
Prototip del Centurion

Però fins i tot abans que l'especificació de l'A41 fos alliberada l'octubre de 1943, aquests límits van ser eliminats, i el pes va ser augmentat de 40 tones a 45 tones llargues (50 tones curtes; 46 t), a causa de la necessitat de blindatge més pesat i una torreta més àmplia (massa ampla perquè el tanc fos transportat per ferrocarril) amb un canó més potent. La nova versió portava blindatge igual als tancs d'infanteria més pesats, mentre que la suspensió millorada i els motors proporcionaven un rendiment a través del país superior fins i tot als primers tancs de creuer. L'Oficina de Guerra va decidir que seria més intel·ligent construir nous remolcs, en lloc d'obstaculitzar el que semblava ser un disseny superb. L'historiador David Fletcher afirma: "Però Centurion, després de tot, era un Tanc Universal? La resposta ha de ser un negatiu qualificat." La maqueta de disseny, construïda per AEC Ltd, es va veure el maig de 1944. Posteriorment, es van ordenar vint models de pilot amb diverses combinacions d'armament: deu amb un canó de 17 lliures i un de 20 mm Polsten (del qual la meitat tenia una metralladora Besa a la part posterior de la torreta i mitja porta d'escapament), cinc amb una metralladora Besa davantera i una porta d'escapament, i cinc amb un canó de 77 mm QF i una metralladora de buc operada per conductor.
Els prototips del disseny original de 40 tones, el Centurion Mark I, tenia 76 mm d'armadura en el glacis frontal, que era més prim que el dels tancs d'infanteria actuals (el Churchill), que tenia 101 mm o 152 mm en el Churchill Mk VII i VIII que es produïen en aquell moment. No obstant això, la placa de glacis estava molt inclinada i, per tant, el gruix efectiu de l'armadura era molt alt, una característica de disseny compartida per altres dissenys efectius, com el tanc de la pantera alemanya i el T-34 soviètic. La torreta estava ben cuirassada a 152 mm. El tanc també era altament mòbil, i fàcilment superava el Comet en la majoria de les proves. El Centurion Mark II va arribar aviat; tenia un nou glacis de 118 mm de gruix i l'armadura lateral i posterior s'havia augmentat de 38 mm a 51 mm. Només s'havien produït un grapat de Centurions Mk I quan el Mk II el va reemplaçar a les línies de producció. La producció completa va començar el novembre de 1945 amb una comanda de 800 en línies de producció a Leyland Motors, Lancashire, les Fàbriques d'Ordenància Reial ROF Leeds i el Royal Arsenal, i Vickers a Elswick. El tanc va entrar en servei el desembre de 1946 amb el 5è Regiment reial de tancs.
Poc després de la introducció del Centurion, el Royal Ordnance va acabar de treballar en el calibre de 84 mm del canó, Ordnance QF 20. Amb això, el Centurion va passar per una altra actualització per muntar els 20 lliures. En aquest punt, s'havia posat en dubte la utilitat del Polsten de 20 mm, sent innecessàriament gran per al seu ús contra les tropes, per la qual cosa va ser reemplaçat per una metralladora Besa en una torreta completament llançada. El nou Centurion Mark III també presentava un sistema d'estabilització totalment automàtic per a l'arma, permetent-li disparar amb precisió durant el moviment, millorant dramàticament el rendiment del camp de batalla. La producció del Mk 3 va començar el 1948. El Mk 3 va demostrar ser substancialment més capaç que les variants anteriors, el que va provocar que els dissenys anteriors fossin retirats del servei tan aviat com el nou Mk 3 estigués disponible, i els tancs existents van ser llavors convertits en el Centurion en un vehicle blindat de recuperació (ARV) Mark 1 per al seu ús pels Royal Electrical and Mechanical Engineers o actualitzats a l'estàndard Mk 3. Les millores introduïdes amb el Mk 3 van incloure una versió més potent del motor i una nova visió i estabilitzador d'armes.
El canó de 20 lliures es va utilitzar fins que la Royal Ordnance Factories va introduir el canó L7 de 105 mm el 1959. Totes les variants posteriors del Centurió, a partir de Marc 5/2, van fer servir l'L7.
El treball de disseny per al Mk 7 es va completar el 1953, amb la producció que va començar poc després. Un dels desavantatges de les versions anteriors era el rang limitat, inicialment només 105 km en carreteres dures, per tant, es van utilitzar tancs auxiliars externs i després un remolc de "monowheel". Però el Mk7 tenia un tercer tanc de combustible dins del casc, amb un abast de 163 km. A més, es va trobar possible posar el Centurion en algunes rutes ferroviàries europees amb els seus amples de càrrega més grans.
El Centurion va ser utilitzat com a base per a una gamma d'equips especialitzats, incloent-hi variants d'enginyeria de combat amb un canó de demolició de 165 mm enginyers reials de vehicles blindats en les sigles en anglès (AVRE). És un dels dissenys més llargs de tots els temps, servint com a tanc de batalla per als exèrcits britànics i australians des de la Guerra de Corea fins a la Guerra del Vietnam, i com a AVRE durant l'Operació Tempesta del Desert al gener-febrer de 1991.

### Producció
El cost de desenvolupament de Centurion no va superar els 5 milions de lliures. El cost d'un tanc de Centurion va ser de 35.000 lliures el 1950, però va augmentar a 38.000 lliures el 1952. D'això, "l'equip de control de l'arma costa 1.600 lliures, i el gadget real que treballa l'estabilitzador només 100 lliures." En comparació, durant la Segona Guerra Mundial un tanc Covenanter va costar al govern britànic 112.000, un tanc Crusader en va costar 1.313.700, un tanc Matilda en va costar 118.000, i un tanc Valentine 1.414.900; el 1967 un tanc Chieftain va costar entre 990.000 i 995.000, i el 1984 un tanc Challenger 1 va costar 1,5 milions. El 1955, Sir Edward Boyle (el secretari parlamentari del ministre de subministraments) va dir a la Cambra dels Comuns que "el cost del tanc de Centurion ha estat baixant recentment quan la producció s'ha assentat en la seva tendència".

## Historial del servei

### Guerra de Corea
El seu primer baptisme de foc va ser a la Guerra de Corea. El 14 de novembre de 1950, el 8è Reials Hússars Irlandesos del Reide l'exèrcit britànic, equipat amb tres esquadrons (64 tancs) de Centurion Mk 3, va desembarcar a Busan. La primera mort registrada de Centurion es va produir prop de Seül contra un tanc Cromwell capturat per Corea del Nord. Operant a temperatures sota zero, el 8è Hússars va aprendre els rigors de la guerra d'hivern: els seus tancs havien de ser estacionats a la palla per evitar que les vies d'acer es congelessin a terra. Els motors havien d'iniciar-se cada mitja hora, i cada equip es posava en marxa per evitar que es congelessin. Durant la batalla del riu Imjin, Centurions va guanyar fama quan van cobrir la retirada de la 29a Brigada, amb la pèrdua de cinc tancs, la majoria més tard recuperats i reparats. El 1952, els centurions de la 5a Guàrdia Reial de Dracs Inniskilling també van participar en la Segona Batalla del Hook, on van tenir un paper important en la repel·lició dels atacs xinesos. Centurions del 1r Regiment de Tancs Reials van participar en la Tercera Batalla del Hook repel·lint el PLA i també van participar en la batalla del riu Samichon el 1953. En un homenatge al 8è rosers, el general John O'Daniel, comandant del 1r Cos dels Estats Units, va declarar: "En els seus Centurions, el 8è hússars han evolucionat un nou tipus de guerra de tancs. Ens van ensenyar que a qualsevol lloc on un tanc pugui anar, és un país tanc: fins i tot els cims de les muntanyes." No obstant això, la manca de metralladores muntades a la torreta significava que el Centurió només podia disparar en una direcció i era vulnerable als atacs d'infanteria.

### Desplegament a Europa Occidental
A principis de 1952, amb l'escalfament de la Guerra Freda, l'OTAN necessitava tancs pesats moderns per enfrontar-se a les versions T-34 amb els països del Pacte de Varsòvia, i per dissuadir les forces soviètiques estacionant-les amb el BAOR a Alemanya Occidental, on els francesos només tenien la llum AMX-13, i els alemanys no en tenien cap. Els Estats Units estaven interessats en què els centurions fossin subministrats a Dinamarca i els Països Baixos en el marc del Programa d'Assistència Mútua de Defensa, ja que la producció del M48 Patton no començaria fins a l'abril de 1952. Un Mk 3 costava 31.000 lliures o 44.000 lliures amb munició. El Reial Cos Blindat Canadenc va desplegar un regiment de Centurions a Alemanya per donar suport a la Brigada Canadenca.

### Crisi de Suez
Durant la crisi de Suez, el comandant de terra britànic Sir Hugh Stockwell creia que les operacions cuirassades metodològiques i sistemàtiques centrades en el Centurion serien la clau de la victòria.
Els egipcis van destruir el port interior de Port Saïd, que va forçar als britànics a improvisar i utilitzar el port pesquer per desembarcar les seves forces. La 2a Brigada del Regiment Paracaigudista va aterrar en vaixell al port. Centurions del 6è Regiment Reial de Tancs britànics van ser desembarcats i a les 12:00 havien arribat als paracaigudistes francesos. Mentre els britànics desembarcaven a Port Saïd, els homes del 2 RPC a Raswa van lluitar contra els contraatacs egipcis amb destructors de tancs SU-100.
Després d'establir-se en una posició al centre de Port Saïd, 42 Comando es va dirigir cap a la Shari Muhammad Ali, la carretera principal nord-sud per enllaçar amb les forces franceses al pont de Raswa i la resclosa de la conca interior. Mentre ho feien, els marines també van prendre les obres de gas de Port Saïd. Mentrestant, 40 comando amb el suport del Royal Tank Regiment van romandre dedicats a netejar el centre dels franctiradors egipcis. El tinent coronel Norman Tailyour va disposar que s'introduïssin més reforços a través de l'helicòpter.

### Guerra de vietnam

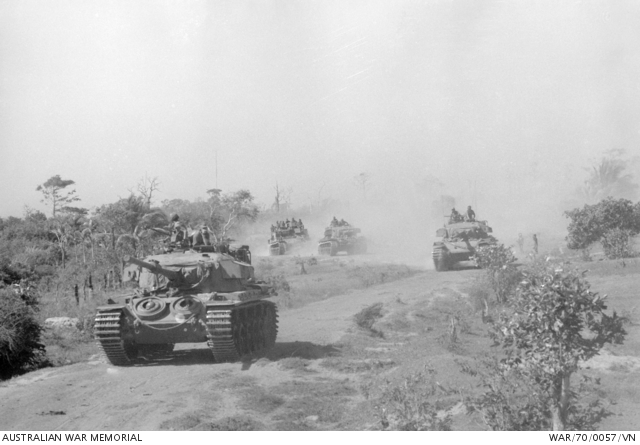
Un par de Centurions en la Operació Matilda del 1r Transportador de Personal Cuirassat

El 1967, el Cos blindat reial australià, 1r Transportador de Personal Cuirassat, transferit a "A" Squadron, 3rd Cavalry Regiment a Vietnam del Sud. Tot i que van dur a terme amb èxit operacions de combat a les seves àrees d'operacions, els informes del camp van afirmar que els seus portaavions blindats M113A1 no van poder forçar el seu camí a través de la densa selva limitant les seves accions ofensives contra les forces enemigues. El govern australià, sota crítiques al Parlament, va decidir enviar un esquadró de tancs centurions australians al Vietnam del Sud. Els centurions australians de 20 soldats de l'esquadró C van desembarcar al Vietnam del Sud el 24 de febrer de 1968, amb seu a Nui Dat en el III Cos (MR3).
El coronel Donald Dunstan, més tard governador d'Austràlia Meridional, va ser el comandant adjunt de la 1a Força de Tasques Australiana al Vietnam del Sud. Possiblement, Dunstan havia estat l'últim australià a utilitzar tancs i infanteria en una operació combinada durant la Segona Guerra Mundial (com a part de la campanya de Bougainville), i el primer des de la guerra a comandar els tancs i la infanteria d'Austràlia en combat. Quan temporalment va prendre el comandament durant l'absència del brigadier Ronald Hughes, va dirigir que els centurions fossin portats des de Nui Dat per reforçar les bases de foc Coral i Balmoral, creient que eren un element fort que no s'utilitzava. A més d'afegir una gran quantitat de potència de foc, Dunstan va declarar que "no podia veure cap raó per la qual [els Centurions] no haurien d'estar allà". La seva previsió va permetre que 1 ATF matés aproximadament 267 soldats dels 141 i 165 Regiments de l'Exèrcit del Nord de Vietnam durant la batalla de Coral-Balmoral de sis setmanes el maig de 1968, així com la captura d'11 presoners, 36 armes tripulades, 112 armes petites i altres armes enemigues diverses.
Després de la batalla de Coral-Balmoral, es va formar una tercera tropa Centurion, que incloïa dues tankdozers. El setembre de 1968, l'Esquadró C va ser portat a la seva força completa de quatre soldats, cadascun equipat amb quatre tancs Centurion. El 1969, l'Esquadró B, 3r de Cavalleria; l'Esquadró A, 1r Regiment Blindat; l'Esquadró B, 1r Regiment Blindat; i l'Esquadró C, 1r Regiment Blindat, havien fet rotacions a través del Vietnam del Sud. Originalment desplegats com a 26 tancs Centurion, després de tres anys i mig d'operacions de combat, 58 Centurions havien servit al país; 42 havien patit danys a la batalla amb sis més enllà de la reparació i dos tripulants havien mort en acció.
Les tripulacions del Centurion, després d'operar durant unes setmanes al país, aviat van aprendre a treure les faldilles laterals cuirassades protectores d'ambdós costats del tanc, per evitar que la vegetació i el fang s'acumulessin entre la pista i els guardaboscos. Cada Centurion al Vietnam normalment portava una càrrega bàsica de 62 bales de 20 projectils de pounder, 4.000 bales de .50 cal i 9.000 bales de metralladora .30 cal per a la metralladora del comandant del tanc, així com les dues metralladores coaxials. Estaven equipats amb motors de gasolina, que necessitaven l'ús d'un dipòsit de combustible extra muntat externament de 100 galons imperials (450 L), que estava unit a la part posterior del vehicle.

### Guerres indopakistaneses

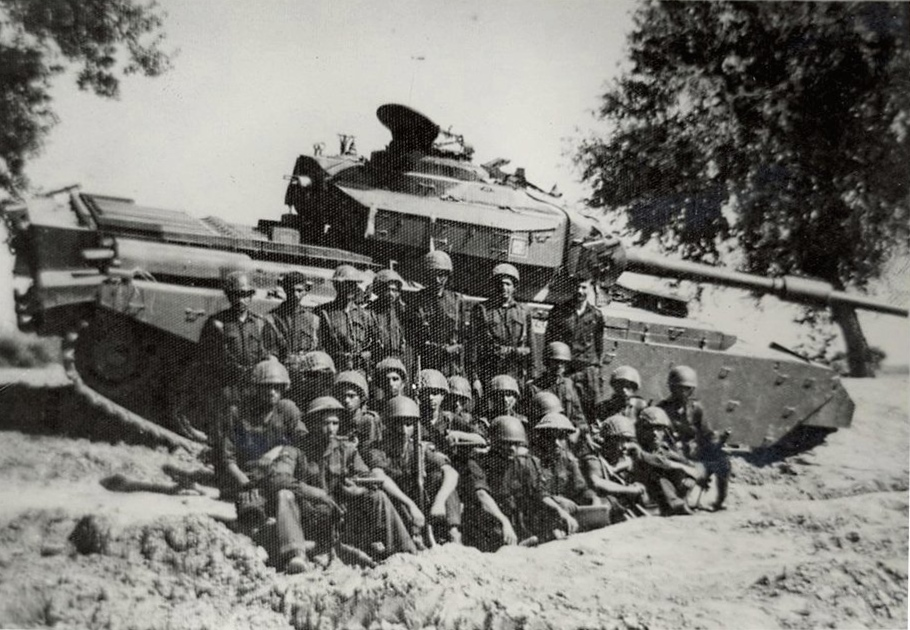
Soldats Pakistanesos fent una foto a un centurion Indi capturat

El 1965, la major part de la flota de tancs de l'Índia era de tancs M4 Sherman, però també tenia tancs Centurion Mk.7, amb el canó 20 pounder, i també tancs lleugers AMX-13 i M3 Stuart. El Centurion Mk.7 en aquell moment era un dels tancs occidentals més moderns.
L'ofensiva de la 1a divisió cuirassada del Pakistan va ser interrompuda a la batalla d'Asal Uttar el 10 de setembre. Sis regiments blindats pakistanesos van ser oposats per tres regiments blindats indis. Un d'aquests regiments, 3 Cavalleria, tenia 45 tancs Centurion. El Centurion, amb el seu canó de 20 lliures i blindatge pesat, va resultar ser més que un matx pels M47 i M48 Patton. A l'altre costat, quan la divisió cuirassada de l'exèrcit pakistanès composta principalment per M47 i M48 Pattons, van demostrar ser capaços de penetrar només alguns dels tancs Centurion, com va ser testimoni a la batalla de Chawinda al sector de Sialkot. Un estudi dels Estats Units de postguerra sobre les batalles de tancs al sud d'Àsia va concloure que l'armadura del Patton podria, de fet, ser penetrada pel canó de 84 mm del Centurion (més tard reemplaçat pel canó de 105 mm de la versió Mk. 7 que també posseïa l'Índia) així com el canó de 75 mm del tanc lleuger AMX-13.
El 1971, a la batalla de Basantar, una divisió cuirassada i una brigada cuirassada del I Cos pakistanès es van enfrontar a dues brigades cuirassades del I Cos Indi, que tenien tancs Centurion. Això va donar lloc a una batalla de tancs substancial, entre els tancs construïts pels Estats Units de l'exèrcit pakistanès i la barreja de l'exèrcit indi dels T-55 soviètics i els Centurions britànics. Les baixes van ser molt esbiaixades contra la força pakistanesa, amb 46 tancs destruïts.

### Conflicte arabo-israelià

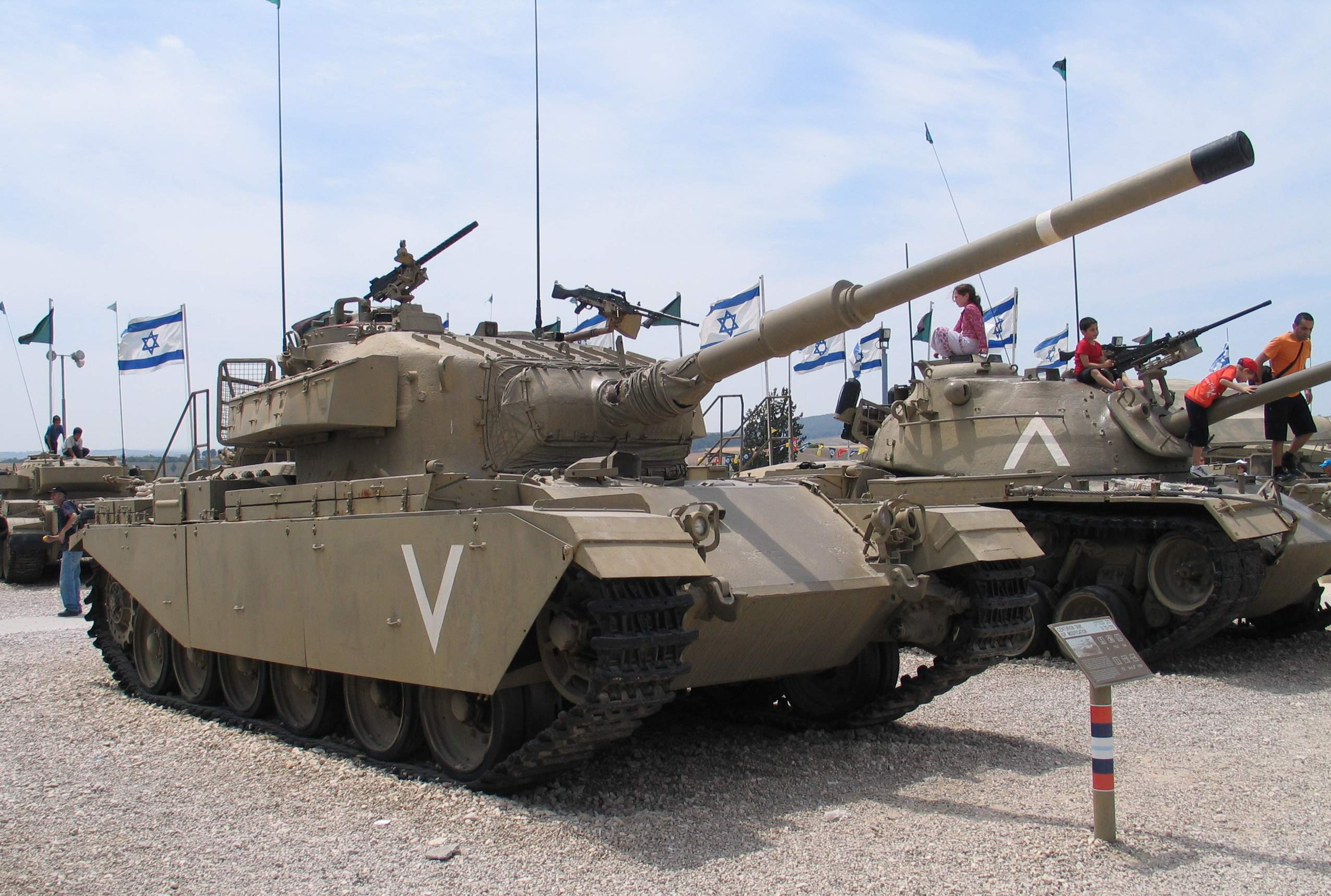
Un Sho't Kal Alef a un museu

Els antics Centurions britànics d'Israel van ser lliurats per primera vegada el 1959. Les diferents varietats del Centurió van ser comprades per Israel al llarg dels anys a molts països diferents o capturades en combat. Després de la seva adquisició, els israelians van millorar ràpidament els tancs amb el L7 britànic de 105 mm en lloc del canó principal original de 20 lliures i els van canviar el nom a Sho't.
Quan va esclatar la Guerra dels Sis Dies el 1967, les Forces de Defensa d'Israel tenien 293 tancs Sho't preparats per al combat d'un total de 385 tancs. Al Sinaí, Egipte tenia 30 tancs Centurion. Els 30 tancs egipcis van ser destruïts o capturats per Israel durant el conflicte. Israel també va capturar uns 30 tancs jordans del Centurió d'un total de 90 en servei jordà. 25 tancs van ser abandonats a Hebron pel 10è Regiment de Tancs Independents de Jordània.
Tots els tancs Sho't van ser actualitzats amb el motor dièsel Continental AVDS-1790-2A més eficient i una transmissió Allison CD850-6 de 1970 a 1974. La versió actualitzada va ser anomenada Sho't Kal Alef i va ser seguida per tres subvariants addicionals anomenades Bet, Gimel i Dalet segons les actualitzacions afegides. Les millores incloïen blindatge més gruixut, nou mecanisme de rotació de torreta, nou estabilitzador de canons, millora de la disposició de municions amb més rondes i augment de la capacitat de combustible. Un modern sistema de control d'incendis, un millor sistema d'extinció d'incendis, un millor sistema elèctric i frens, i la capacitat d'instal·lar blindatge reactiu van completar les modificacions. Tenien ràdios americanes i el MG original de 7,62 mm a la cúpula del comandant o un HMG de 12,7 mm. El Sho't Kal es podria distingir del Centurion per la seva coberta posterior elevada, per acomodar el motor més gran.

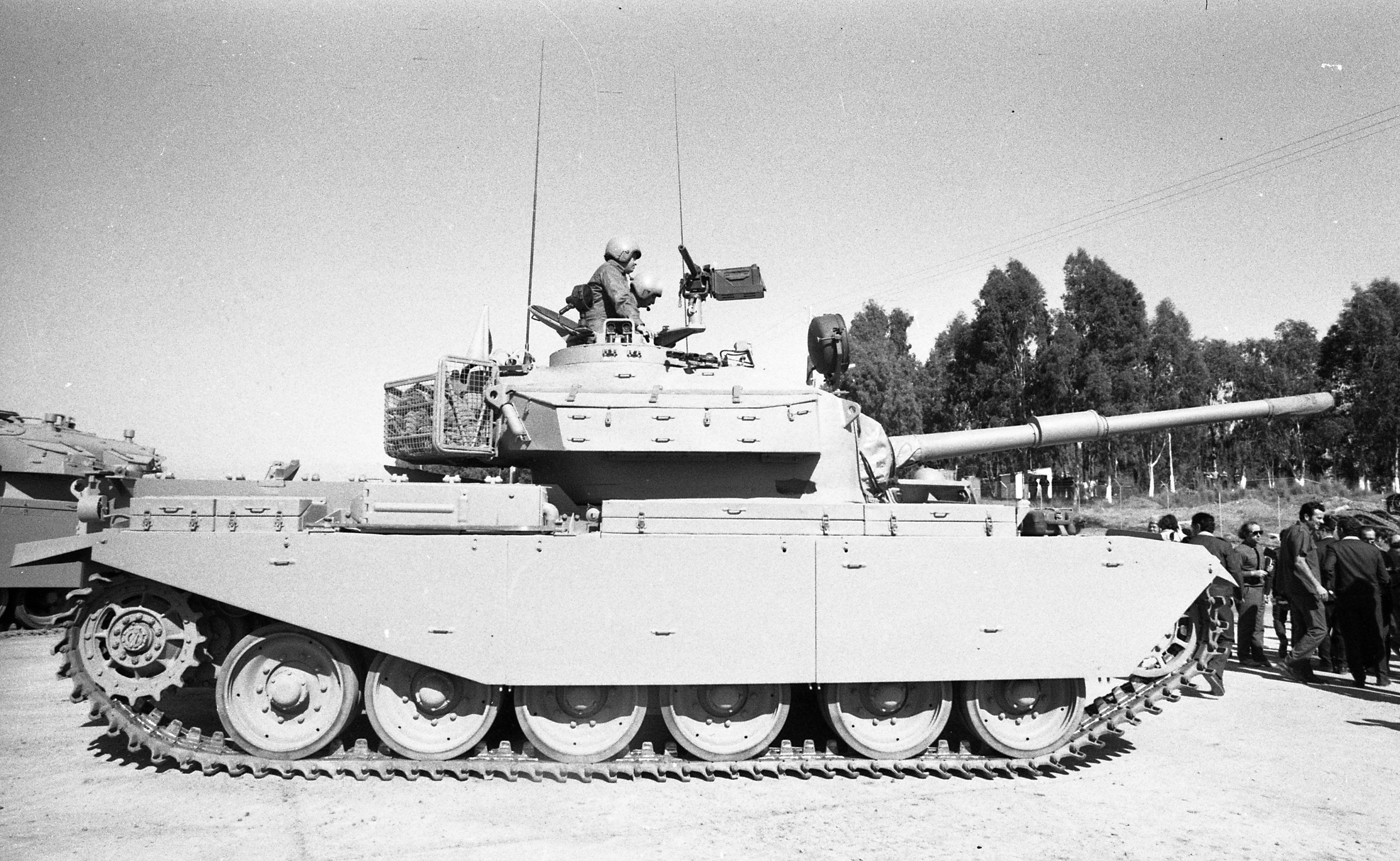
Un Sho't de les Forces de Defensa d'Israel en 1973

La versió Sho't Kal de Centurion va guanyar el seu estatus llegendari durant la batalla de "Vall de les llàgrimes" als Alts del Golan en la Guerra de Yom Kippur de 1973. 105 tancs Sho't Kal de la 7a Brigada Blindada i 20 tancs Sho't de la 188a Brigada van derrotar l'avanç d'uns 500 T-55 i T-62 sirians i el Sho't Kal es va convertir en emblemàtic de la destresa de l'armadura israeliana. Durant la totalitat, uns 600 van ser completament destruïts o capturats. Uns 35 centurions israelians van ser capturats per Egipte, dotzenes més van ser capturats per Síria, l'Iraq i quatre per Jordània. D'altra banda, 2.250 tancs àrabs van ser deshabilitats, 1.274 d'ells van ser completament destruïts o capturats. Després de la guerra, per reemplaçar les pèrdues israelianes, els Estats Units van lliurar 200 M48 i M60  i el Regne Unit va lliurar 400 tancs Centurion a Israel.
Els tancs Sho't Kal amb el paquet de blindatge reactiu de Blazer van ser utilitzats en la invasió del Líban de 1982. Durant la guerra, 21 tancs Centurion van ser eliminats, 8 d'ells van ser destruïts.
Els israelians van començar a retirar el Sho't Kal durant la dècada de 1980 i es van retirar completament durant la dècada de 1990. La majoria d'ells van ser convertits a Nagmasho't, Nagmachon, i Nakpadon i Puma vehicles blindats d'enginyeria.

### Sud-àfrica

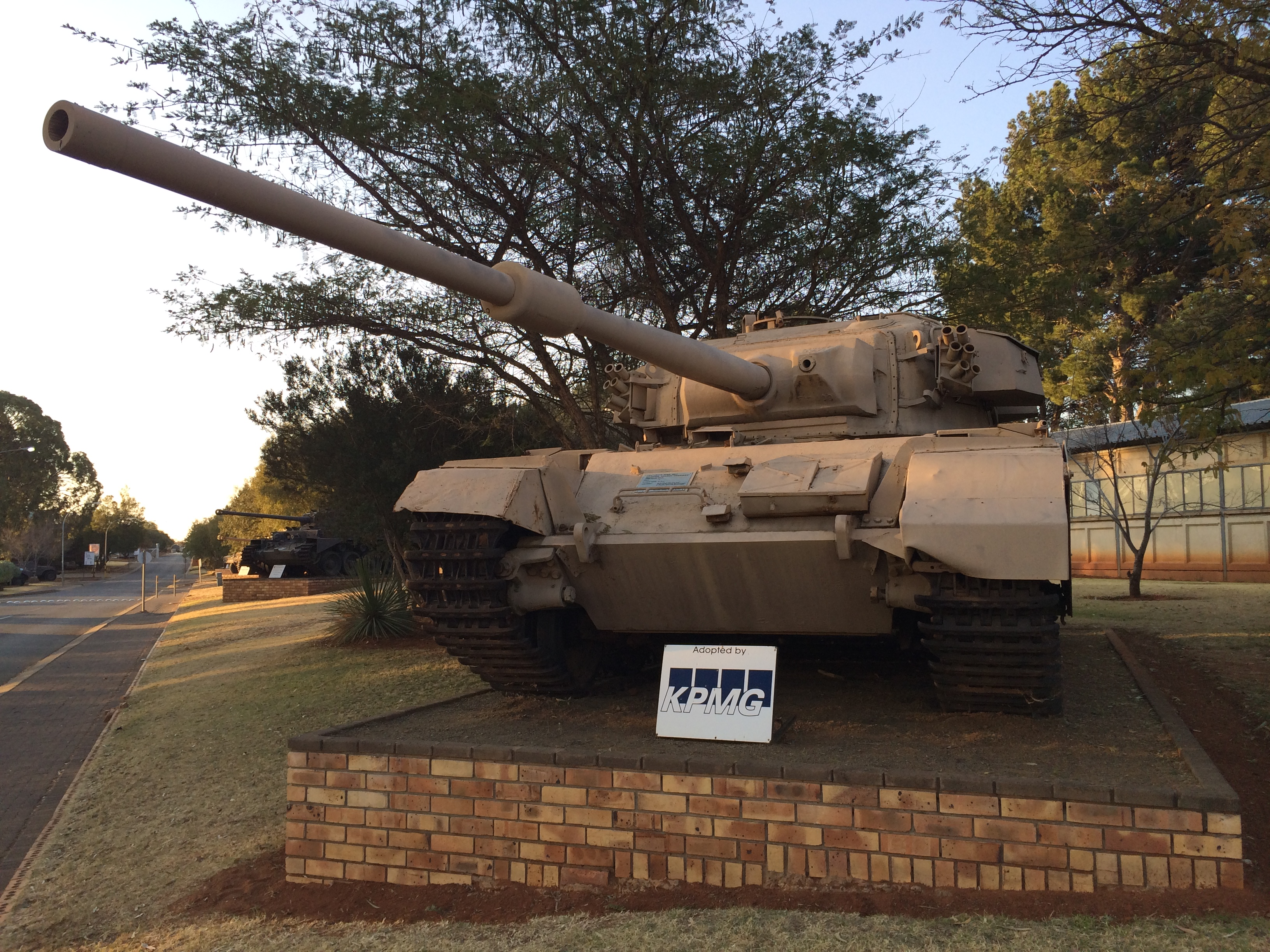
Un Skokiaan Mk1

Unió Sud-àfricana va ordenar 203 tancs Centurion Mk 3 del Regne Unit el 1953. Els Centurions sud-africans van entrar en servei entre 1955 i 1958, i van incloure uns 17 vehicles de recuperació blindats. Les principals prioritats estratègiques de Sud-àfrica en aquell moment giraven al voltant de l'assistència a les Forces Armades Britàniques i altres estats membres de la Commonwealth de Nacions durant una guerra convencional a l'Orient Mitjà o l'Àfrica anglòfona.
Després de la retirada de Sud-àfrica de la Commonwealth el 1961, les seves prioritats van canviar cap a la seguretat interna i la diversificació de la compra d'armes nacionals fora dels proveïdors tradicionals, com el Regne Unit. Amb aquesta finalitat, 100 Mk 3 i 10 vehicles de recuperació basats en Centurion van ser venuts a Suïssa el 1961. Els Centurions restants van ser relegats en gran part a reservar papers com a resultat de problemes de manteniment agreujats per l'escassetat de peces i una tendència a sobreescalfar-se en el clima africà. El 1972, l'Exèrcit de Sud-àfrica va renovar alguns dels seus Centurions amb els motors i la transmissió de tancs M48 Patton fabricats pels Estats Units en un intent de millorar el rendiment tècnic. Els Centurions actualitzats van ser designats Skokiaan i van resultar impopulars a causa del seu alt consum de combustible i el seu baix rang operatiu.
Els tancs van tornar a entrar en el corrent principal de la doctrina militar sud-africana el 1975, després de l'Operació Savannah, que va veure les forces sud-africanes lleugerament blindades a Angola amenaçades per grans formacions de tancs soviètics subministrats a les Forces Armades Populars per a l'Alliberament d'Angola i els seus aliats cubans. L'operació Savannah va ser seguida per altres modificacions i judicis sota el projecte Semel, i el govern sud-africà es va veure obligat a finançar la creació d'una nova empresa del sector privat, l'Olifant Land Systems OMC, per renovar els Centurions. Durant aquest període, Sud-àfrica va aconseguir restaurar la seva flota de tancs a la seva mida original mitjançant la compra d'una sèrie de cascs Centurion sobrants de Jordània i l'Índia. L'aprovació de la Resolució 418 del Consell de Seguretat de les Nacions Unides, que va imposar un embargament d'armes obligatori al país, va obligar Sud-àfrica a comprar els cascs sense torretes ni armament. L'OMC va actualitzar cada Centurion amb un motor dièsel turbocarregat Continental de 29 litres i una nova transmissió adoptada del M60 Patton. Els Centurions reformats també estaven armats amb una variant sud-africana del canó principal Royal Ordnance L7 de 105 mm. Van ser acceptats en servei amb el Cos Blindat de Sud-àfrica com a Olifant Mk1A el 1985.
Les forces expedicionàries sud-africanes es van enfrontar amb els tancs FAPLA T-54/55 durant l'Operació Askari a finals de 1983 i principis de 1984; no obstant això, a causa de l'enorme compromís logístic necessari per mantenir els Olifants operatius tan lluny de les instal·lacions de reparació convencionals, no es van desplegar. La infanteria mecanitzada sud-africana, reforçada pels esquadrons blindats d'Eland i Ratel-90, va aconseguir destruir els tancs pel seu compte, tot i que es van trobar greus retards a causa de la seva manca d'armament antitanc adequat. Morale també va patir quan es va ordenar a les tripulacions d'automòbils blindats inexperts que s'enfrontessin a la T-54/55 angolesa en els seus vehicles vulnerables. Les crítiques en aquest sentit van portar al desplegament d'un únic esquadró de tretze Olifant Mk1As a la frontera angolesa, on es van unir al 61 Grup de Batalló Mecanitzat. Després dels Acords de Lusaka, que efectivament van assegurar un alto el foc entre Sud-àfrica i Angola, aquests Olifants van ser col·locats en emmagatzematge i les tripulacions del tanc van girar cap a fora.
El col·lapse dels Acords de Lusaka i el posterior llançament de l'Operació Moduler a finals de 1987 va portar a l'esquadró Olifant a ser reactivat per ordre directa del president de l'estat sud-africà P.W. Botha. El 9 de novembre de 1987 els Olifants van destruir dos T-55 angolesos durant una escaramussa de nou minuts. Això va marcar la primera ocasió en què els tancs sud-africans havien estat enviats a la batalla des de la Segona Guerra Mundial. Al llarg de l'Operació Mòdulr, les forces sud-africanes es van dispersar en una formació de "cap de fletxa", amb els olefants al capdavant, els cotxes blindats Ratel-90 als flancs, i la resta de la infanteria mecanitzada a la part posterior i central. Tres Olifants van ser abandonats en un camp de mines durant l'Operació Packer i posteriorment capturats per la FAPLA, mentre que altres dos van ser danyats més enllà de la reparació immediata per les mines, però es van recuperar amb èxit. Un nombre d'altres van patir diversos graus de danys de via i suspensió a causa de mines o foc de tancs angolesos, però van ser capaços de seguir movent-se després de les reparacions de camp.

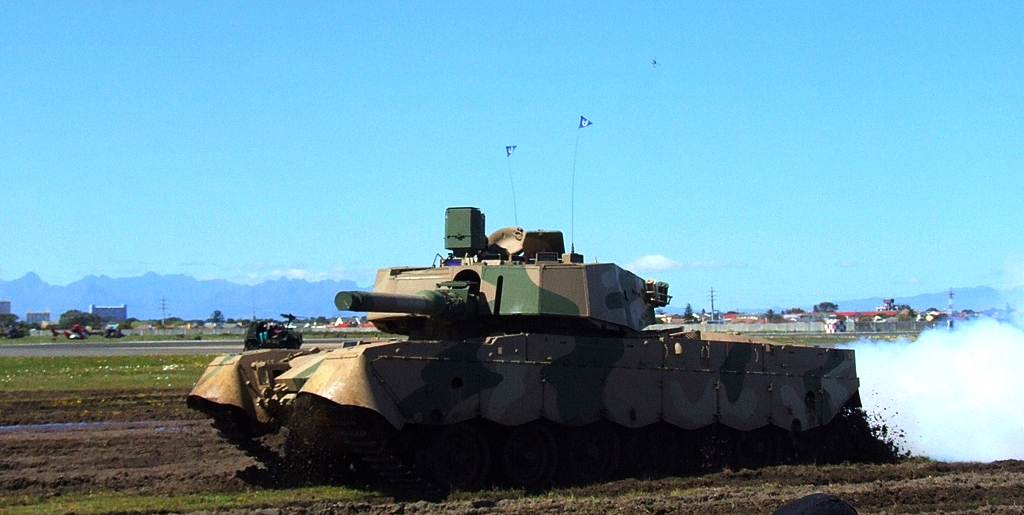
Un exemplar de Olifant Mk2

A principis de la dècada de 1990, l'Olifant Mk1A va ser substituït per l'Olifant Mk1B, que va incorporar millores importants en la protecció de les blindades, un motor una mica més potent, un doble terra blindat per a la protecció contra les mines i una suspensió de la barra de torsió.
L'Olifant Mk2 va ser adaptat el 2005 quan Sud-àfrica ja no estava subjecta a embargaments internacionals. Externament, el Mk2 sembla idèntic al Mk1B, però presenta un motor dièsel V12 de 29 litres amb turbocarrega actualitzat que produeix 1040 CV. Les millores inclouen un sistema de control d'incendis actualitzat (FCS) i un sistema de batalla informatitzat (CBS) que inclou un mode caçador-assassí. Es pot utilitzar un canó de 120 mm en comptes del canó de 105 mm L7. El 2018 es van produir un total de 26 tancs MK2.

### Suècia
Al final de la Segona Guerra Mundial, era evident que la combinació de tancs en servei amb les Forces Armades Sueques no sols era obsoleta, sinó que també presentava un gran problema logístic. Kungliga Arméförvaltningens Tygavdelning (KAFT, l'oficina d'armes del servei administratiu de l'exèrcit) va dur a terme un estudi que va concloure que l'alternativa més rendible seria comprar el recentment desenvolupat Centurion Mk 3, que, encara que bastant modern, es va considerar que també tenia potencial d'actualització per a futurs requisits. Es va enviar una sol·licitud de compra a la Gran Bretanya, però la resposta va ser que no es podien fer lliuraments abans que les necessitats de l'exèrcit britànic s'haguessin satisfet, la qual cosa es va considerar que trigava entre cinc i quinze anys. Així, el 1951, l'oficina de vehicles de KAFT va ser destinada a desenvolupar un projecte alternatiu suec, E M I L. Paral·lelament, es van iniciar negociacions amb França sobre la compra de l'AMX-13.

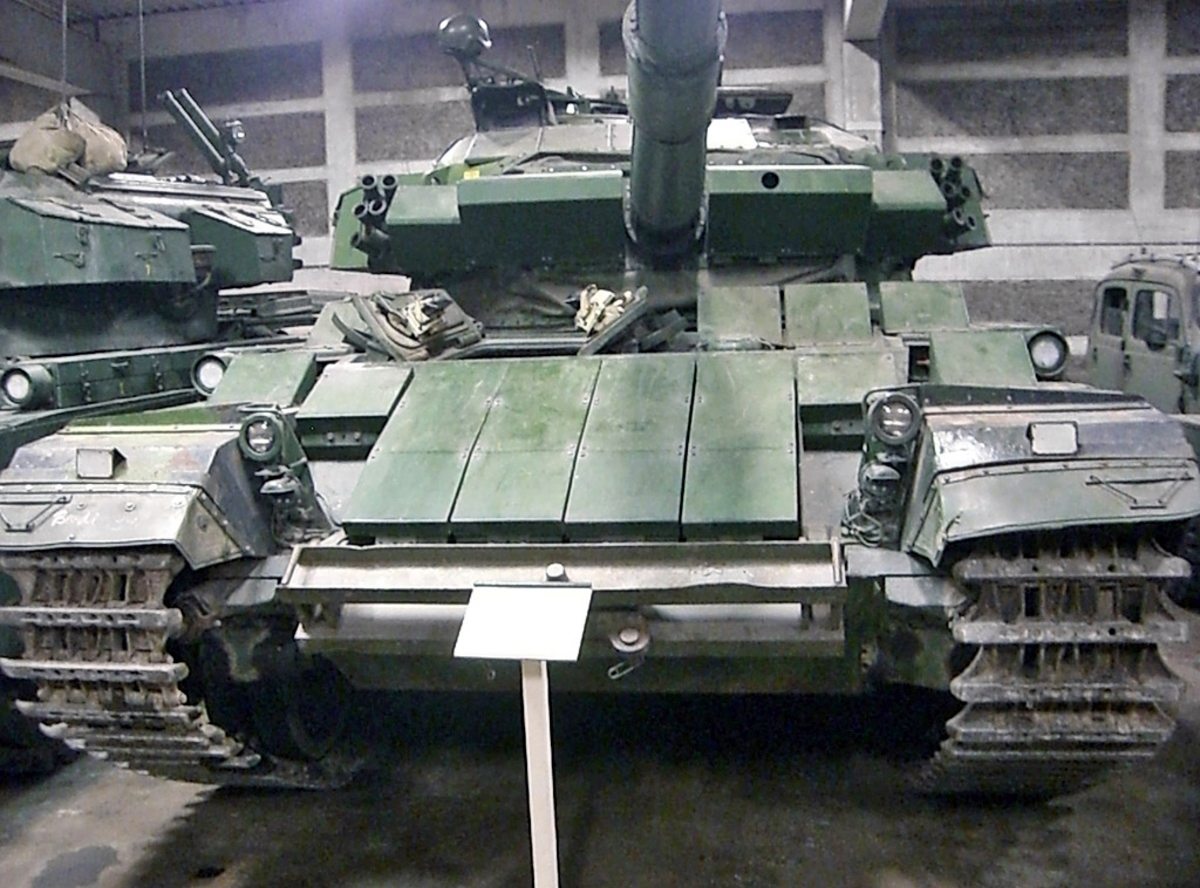
Un Strv 104

La postura britànica es va alterar a principis de desembre de 1952, a causa de la necessitat econòmica d'augmentar les exportacions per guanyar una moneda estrangera escassa. La Gran Bretanya es va oferir a vendre els Centurions desitjats immediatament. El ministre de Defensa Torsten Nilsson va fer una ordre de 80 Mk 3, amb la designació de l'Exèrcit suec Stridsvagn 81 (Strv 81), al voltant de l'any nou 1952/1953, amb el primer lliurament l'abril de 1953. El 1955, Suècia va ordenar un lot de 160 Centurion Mk 5 (també designat Strv 81), seguit d'un lot de 110 Centurion Mk 10 al voltant de 1960 (designat Strv 101). Els Centurions, juntament amb el Stridsvagn 103, van formar la columna vertebral de les brigades cuirassades sueques durant diverses dècades. El Mk 3 i el Mk 5 van ser actualitzats amb un canó de 105 mm en la dècada de 1960, convertint-se en el Strv 102.
Entre 1983 i 1987, els Centurions van realitzar una renovació i modificació de la vida mitjana (REMO), que va incloure entre altres coses equips de visió nocturna, sistemes d'orientació, làsers de gamma, millora de l'estabilització de les armes, mànigues tèrmiques en el canó i canonades d'escapament i blindatge reactiu desenvolupat per la FFV Ordnance sueca. El nou model es va anomenar Strv 104.
L'exèrcit suec va eliminar gradualment els seus Centurions i Strv 103 durant la dècada de 1990 a conseqüència de les proves comparatives del T-72, Leclerc, M1A1 i Leopard 2. Van ser reemplaçats per Stridsvagn 121 i Stridsvagn 122.

## Modificacions

### Anglesos
- A41 (20mm): Prototip de centurion amb canó automàtic Polsten muntat en torreta secundària.[41]
- A41 (Besa): Prototip de centurion amb metralladora Besa coaxial, posteriorment equipat amb CDL experimental.
- Centurion Mk 1: A41, armat amb el canó de 76,2 mm i el canó Polsten (o metralladora Besa). Torreta fabricada amb porta d'escapament posterior, pes del vehicle 47 tones. Sis primers vehicles enviats a la 5a Royal Inniskilling Dragoon Guards, 22a Brigada Blindada a Gribbohm, a Alemanya, maig de 1945.
- Centurion Mk 2: L'A41A, casc blindat, torreta completament projectada, nova cúpula del comandant, canó Polsten i muntura reemplaçada per metralladora Besa coaxial, periscopi d'albirament de l'artiller reemplaçant telescopi d'albirament, armament principal estabilitzat en azimut i elevació. Va entrar en producció completa el 1946.Centurion Mk 3

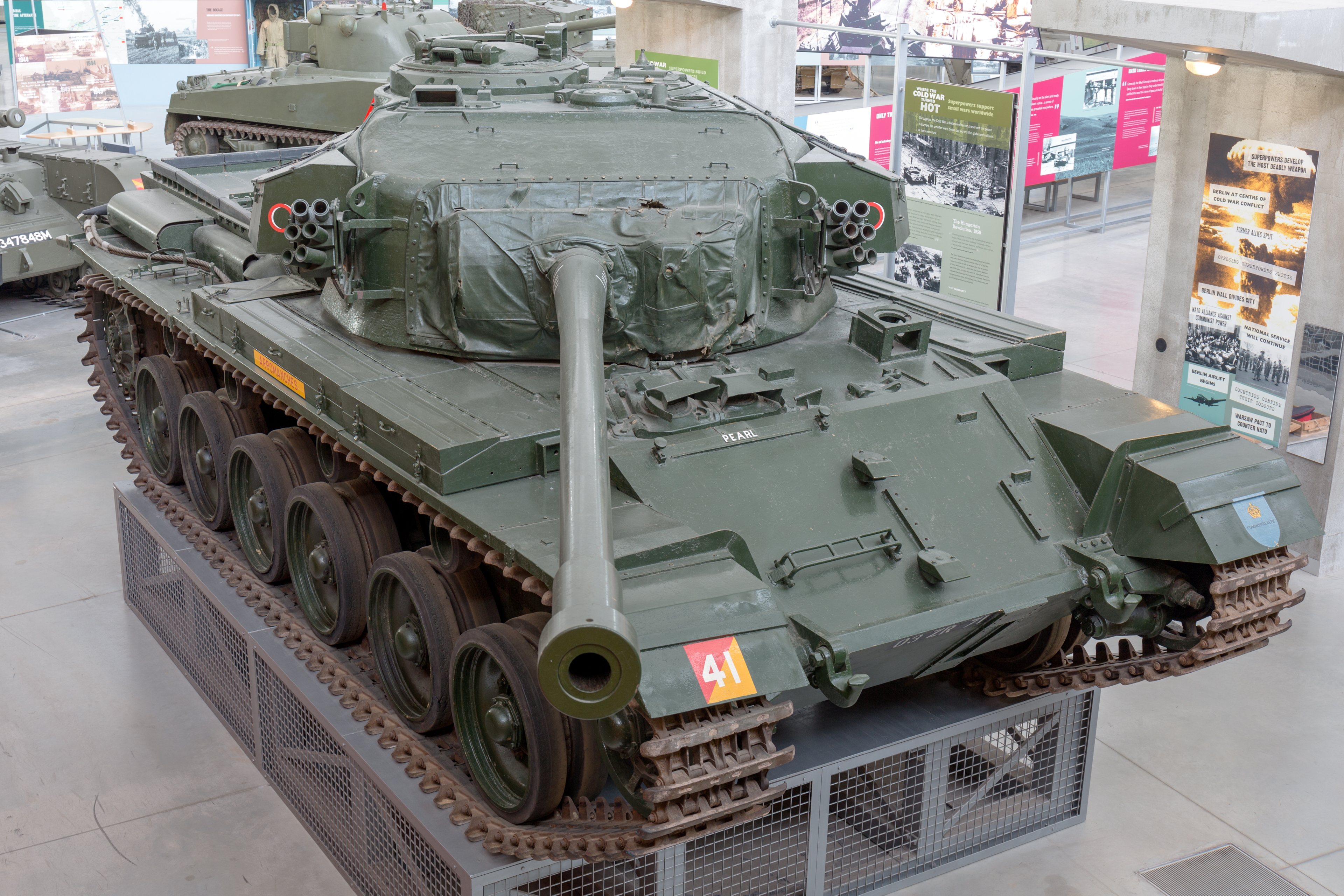
Centurion Mk 3

- Centurion Mk 3: S'ha enlairat al canó de 84 mm, amb un buc lleugerament més curt, 2 posicions d'estiba per als enllaços de via en glacis, pes del vehicle de 49 tones. Fitat amb morter de 51 mm, carregat i disparat des de l'interior de la torreta.[3] Va entrar en producció completa el 1948, va substituir variants anteriors.
- Centurion Mk 4: Versió projectada de suport proper amb obusador CS de 95 mm, no construït.
- Centurion Mk 5: Metralladora Browning equipades a muntures coaxials i de cúpula del comandant, porta posterior de la torreta eliminada, sostre de torreta reformat, supressió de llançador de bombes de 51 mm en sostre de torreta, paperera extra d'estiba en glacis, addició de corró guia en pista, pes del vehicle 51 tones. Va entrar en producció el 1955.Un centurion Mk 5/2

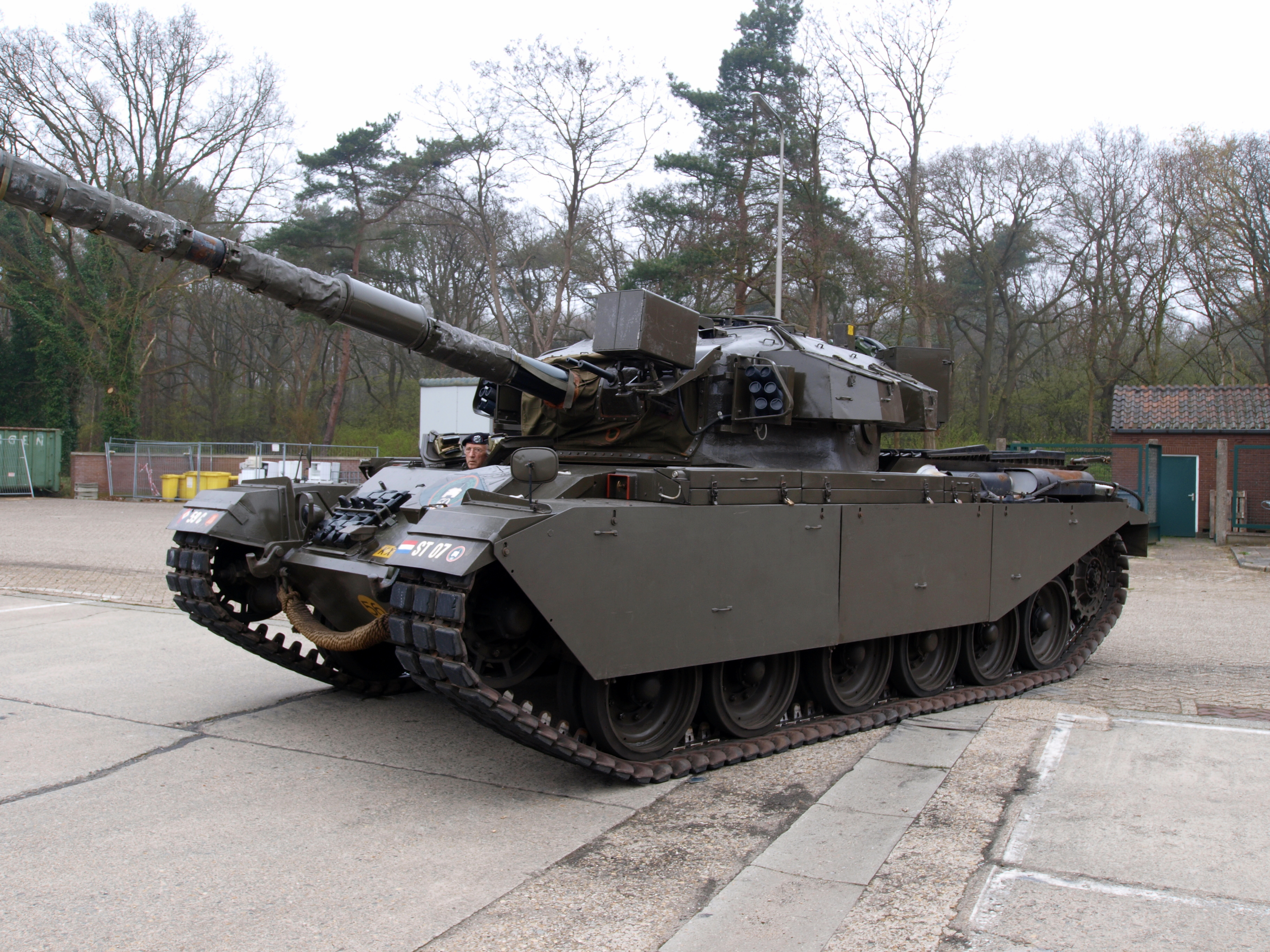
Un centurion Mk 5/2

  - Centurion Mk 5/1: Augment de l'armadura glacis, dues metralladores coaxial: una de calibre .30 Browning i una .50 Browning per abastar el canó principal de 84 mm.
  - Centurion MK 5/2: Es va enlairar al canó Royal Ordnance L7 de 105 mm.[41]
  - FV 4003 Centurion 5 AVRE: AVRE (Armoured Vehicle Royal Engineers en català: Vehicle blindat d'enginyers reial) és vehicle amb un canó de demolició de 165 mm amb un abast d'aproximadament 1.800 m i disparant un projectil HESH de 27 kg per trencar obstacles. S'adaptava amb una fulla dozer operada hidràulicament o una arada de mines i podia portar un feix de feixina o un rotllo de metall de classe 60 Trackway, remolcar l'equip de neteja de mines Viper o un remolc. Aquesta variant tenia una tripulació de cinc homes i va ser utilitzada en l'Operació Motorman de 1972 i en la Guerra del Golf de 1991.[42]
- Centurion Mk 6: Es va enlairar i es va actualitzar el Mk 5.
  - Centurion Mk 6/1: Un Mk 6 equipat amb equips IR.
  - Centurion Mk 6/2: Un Mk 6/1 equipat amb pistola d'abastament.
- Centurion Mk 7: Revisà les cobertes del motor i afegí un tercer dipòsit intern de combustible. Armat amb el canó de 84 mm.

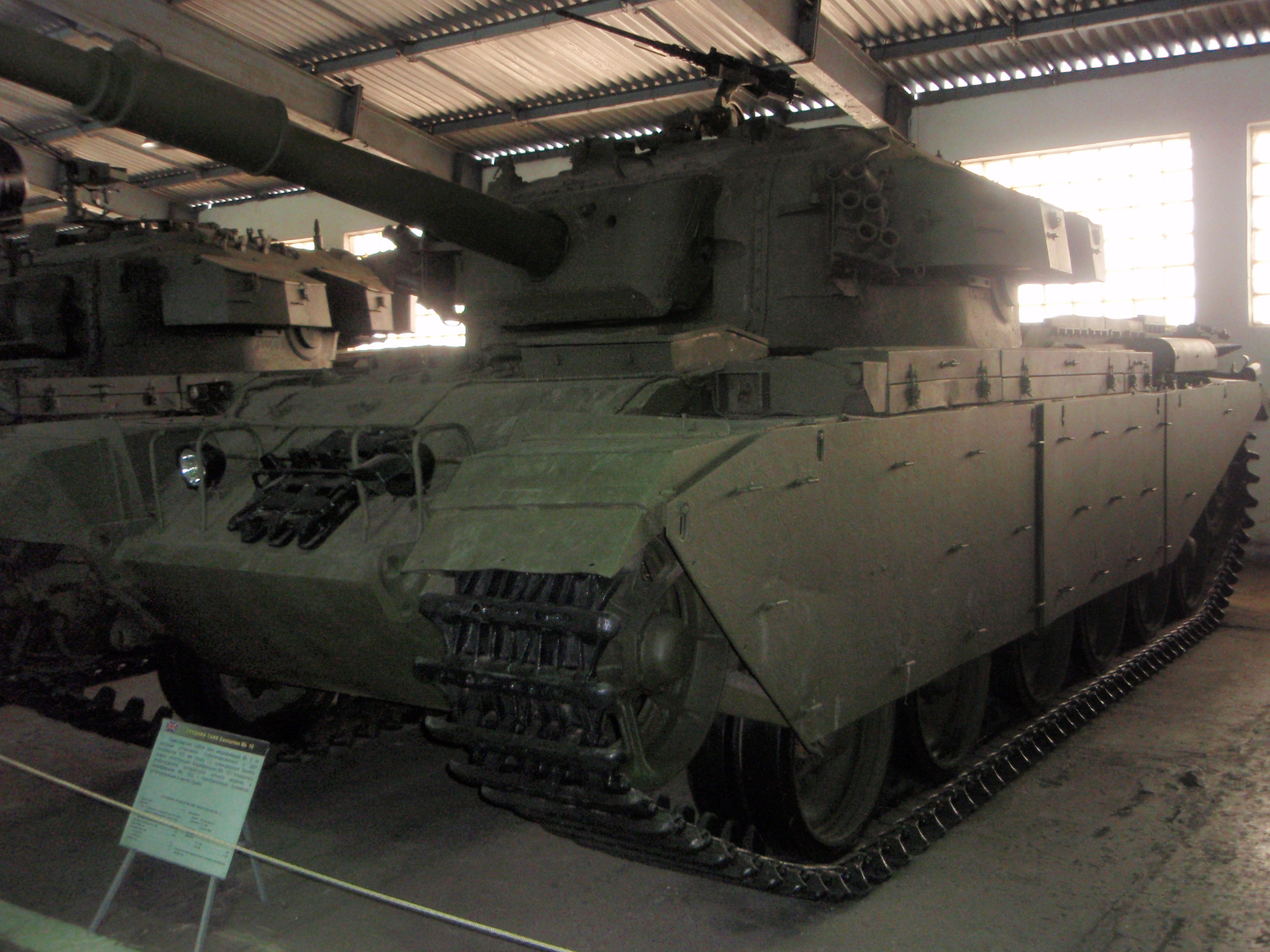
Un Centurion Mk 10 en el museu de Kubinka

- Centurion Mk8: Mantell resistent i nova cúpula de comandants. Armat amb el canó de 84 mm.Un Centurion Mk 10 en el museu de KubinkaCenturion Mk 9: Un Mk 7 es va acoblar i es va enlairar amb el canó L7.
  - Centrurion Mk 9/1: Mk 9 amb equip IR.
  - Centurion Mk 9/2: Mk 9 amb pistola d'abast ajustada.
- Centurion Mk 10: Es va enlairar i es va desarmar el Mk 8.
- Centurion Mk 11: Mk 6 equipat amb equipament IR i pistola d'abastament.
- Centurion Mk 12: Mk 9 equipat amb equipament IR i pistola d'abastament.
- Centurion Mk 13: Mk 10 equipat amb equipament IR i .50 calibre Browning amb pistola d'abast.[43]

### Altres països

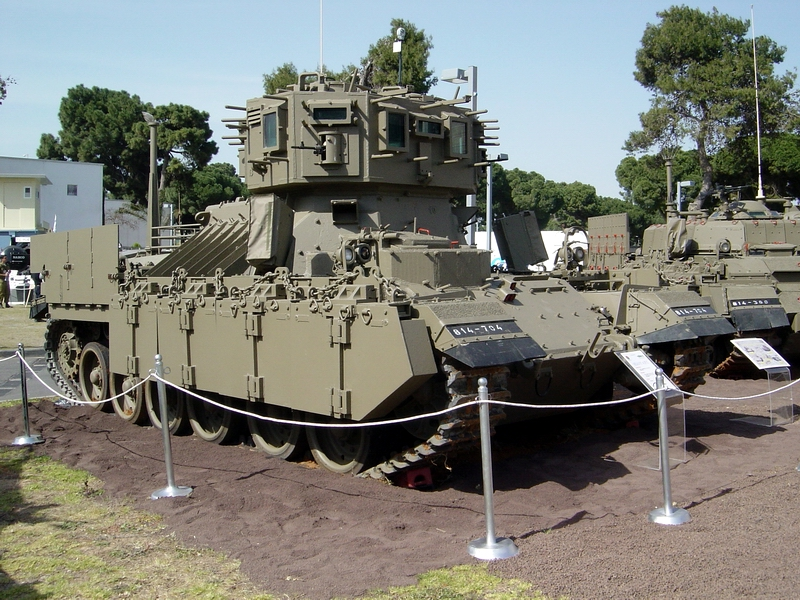
un exepmplar de Nagmachon

#### Dinamarca
- Centurion Mk 5/2: Un Mk V5 millorat amb el canó L7A1 britànic de 105 mm i la metralladora coaxial Browning reemplaçada per la MG3 alemanya. 106 Mk 5 van ser actualitzats des de 1964.[44]
- Centurion Mk 5/2 DK: Mk V, 2 amb buscador de gamma làser i òptica de visió nocturna. 90 unitats van ser actualitzades el 1985.[45]

#### Israel
- Sho't: La designació israeliana del Centurion.
- Sho't Meteor: Centurion Mk 5 amb el motor original Meteor comprat el 1959.
- Sho't Kal Alef/Bet/Gimel/Dalet: Tancs Centurion modernitzats amb canó de 105 mm de 1963 i nou tren de potència del motor dièsel Continental AVDS-1790-2A aparellat a la transmissió Allison CD850-6. Va entrar en servei el 1970. El 1974, tots els Centurions israelians van ser actualitzats a Sho't Kal (armadura Mk 13) i tenien un .50 cal HMG muntat. Les subvariants indiquen millores rebudes pels tancs Sho't Kal durant la seva vida operativa, incloent-hi un nou mecanisme de rotació de torreta, un nou estabilitzador d'armes, un nou sistema de control de foc i preparacions per a la instal·lació de l'ERA Blazer.

#### Països Baixos
- Centurion Mk 5NL i Mk5/2 NL: Al voltant de 1965, els tancs holandesos Mk 5 i 5/2 van ser equipats amb fars d'infraroig, llum de cerca i equip de visió, de disseny Philips en lloc dels tipus utilitzats en els tancs britànics. Al voltant de la mateixa època, es va afegir una metralladora de calibre .50, així com un suport de roda de recanvi a la part posterior de la torreta, i des de 1969, les metralladores Browning M1919 van ser reemplaçades per FN MAG. A partir de 1973, els conjunts de ràdio dels tancs van ser reemplaçats per altres dissenyats per Philips.[46]

#### Sud-àfrica
- Skokiaan: La primera actualització de modificacions va tenir lloc amb la instal·lació d'un motor dièsel de dos temps V12 de 372 kW (500 CV), de Detroit, model V71. La segona modificació/actualització va tenir lloc el 1973 amb la instal·lació d'un motor d'injecció de combustible Continental i una transmissió semiautomàtica Allison de tres velocitats.[47]
- Semel: Projecte a partir del Centurion Mk 5A amb un motor de gasolina de 810 hp injectat amb combustible, transmissió semiautomàtica de tres velocitats.[48]
- Olifant Mk 1: Tanc de batalla principal amb un motor: Rolls-Royce Meteor 4B 650 hp petrol V12 power pack, 5 velocitats Merrit-Brown Z51R Mk. F caixa de canvis, amb un canó Ordnance QF 20-pounder 84 mm.

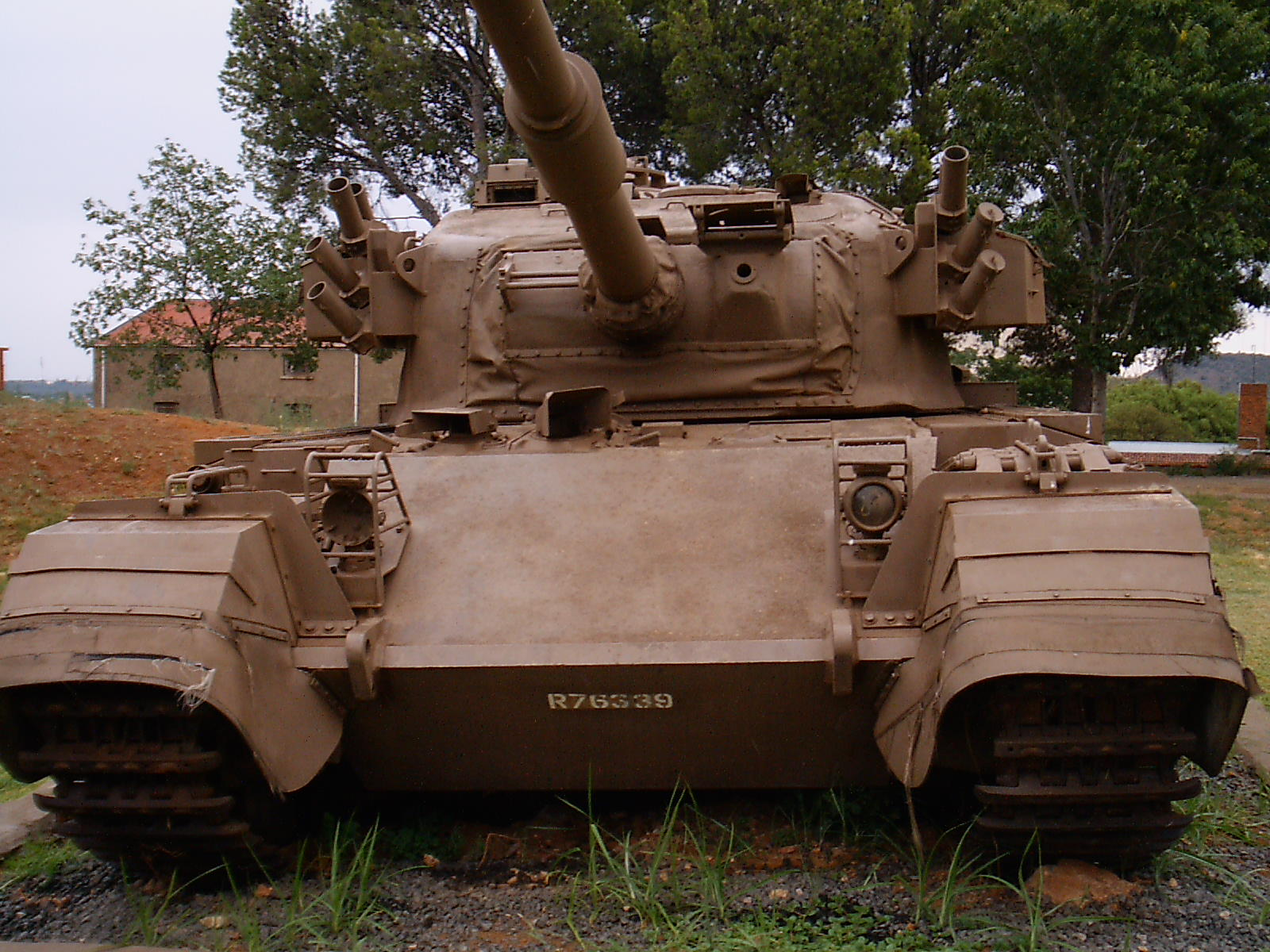
Un Olifant M1B

- Un Olifant M1BOlifant Mk 1A: Tanc de batalla principal amb un motor nou paquet d'alimentació dièsel V12 de 750 CV Continental AV1790, transmissió i caixa de canvis automàtica, nou sistema de refrigeració, canó L7 de 105mm, millora de la disposició de control i emmagatzematge d'incendis per a munició. Tant Olifant Mk.1A com B es poden equipar amb fulla de minat tipus arada, electrohidràulica o un conjunt de neteja mecànica tipus corró.
- Olifant Mk 1B: Suspensió de barra de torsió, casc allargat, blindatge addicional a la placa glacis i la torreta, motor dièsel V-12 950 hp, sistema de control d'incendis informatitzat, telèmetre làser.
- Olifant Mk 2: Motor gasoil AV1790 Aponia: 105mm L7 vista estabilitzada dia/artiller tèrmic amb làser, visió balística actualitzada afegida al sistema de control de foc, visió panoràmica del comandant, sistema de control de foc de solució completa, foc en moviment i combats de dia i nit, rondes preparades situades en cistella de torreta muntada de carrusel, permetent velocitat de foc de 10 rpm Va afegir un blindatge compost modular inclinat a la torreta i enfront de casc, en cas d'encesa de munició, panells d'explosió i portes blindades protegeixen la tripulació.[37]

#### Suècia
- Stridsvagn 81: La designació de l'exèrcit suec tant per als primers 80 Mk 3 Centurions com per a la compra de 160 Mk 5 Centurions el 1955, tots amb instrumentació imperial, ràdios sueques, etc. La rosca pre-NATO va fer que els cargols fossin incompatibles amb el posterior Strv 101.
- Stridsvagn 101: La designació de l'exèrcit suec per als seus 110 Mk 10 Centurions va ser comprada el 1958 amb instrumentació i ràdios sueques, etc.

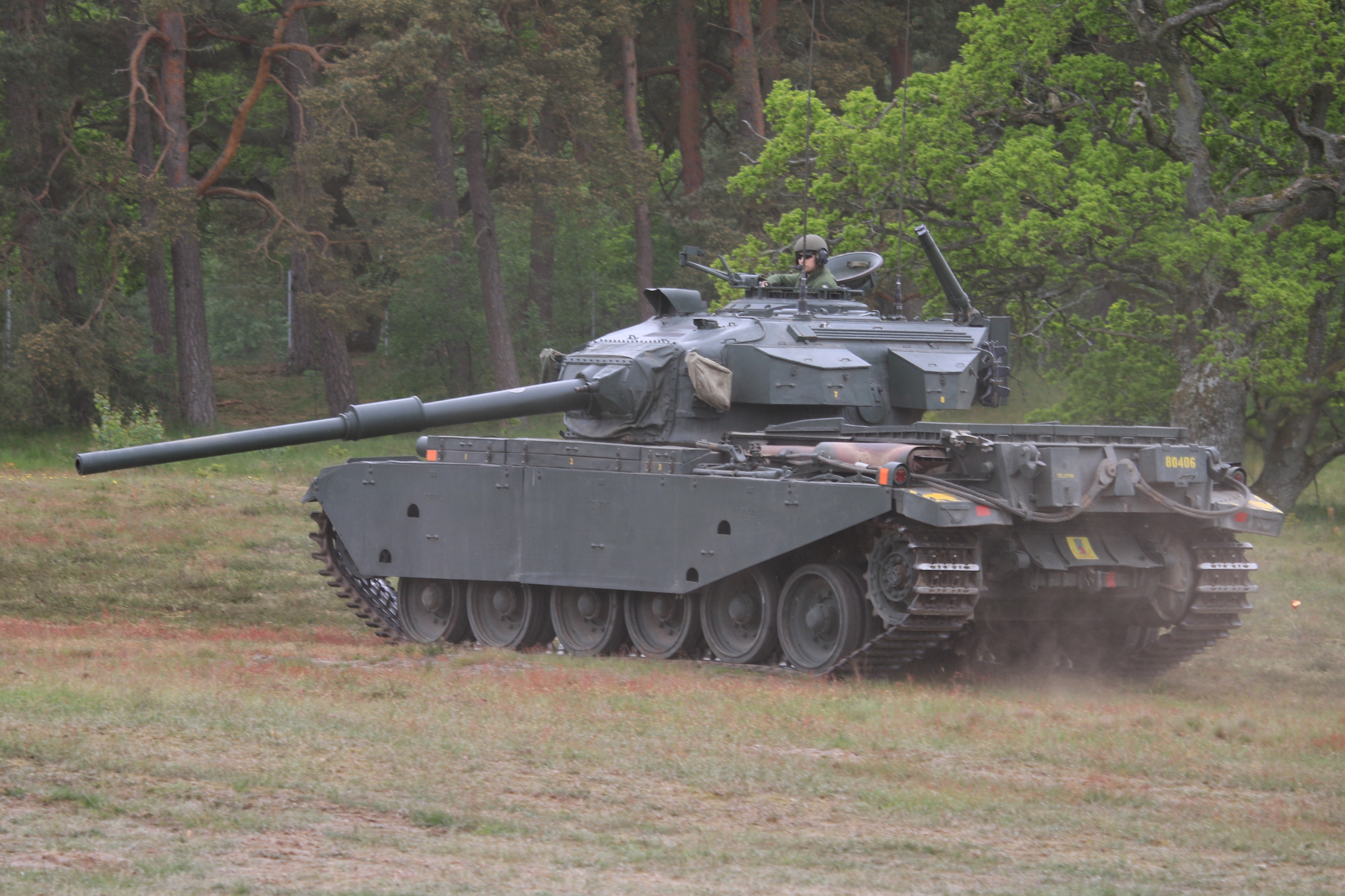
Un Strv 102

  - Un Strv 102Stridsvagen 101R: La designació de l'exèrcit suec per a l'Stridsvagn 101 es va actualitzar en la dècada de 1980 amb la Renovació/modificació (REMO).
  - Stidsvagen 106: La designació de l'exèrcit suec per al Stridsvagn 101R va ser actualitzada amb una nova suspensió, etc. No construït.
- Stridsvagen 102: La designació de l'exèrcit suec per a l'Stridsvagn 81 que van substituir el canó de 84 mm per un de 105 mm.
  - Stridvagen 102R: La designació de l'exèrcit suec per al Stridsvagn 102 va ser millorada en la dècada de 1980 amb el REMO i les cuirassades frontals que coincidien amb la 101R.
  - Stridsvagen 104: La designació de l'exèrcit suec per al 80 Stridsvagn 102, que a més de la REMO va rebre el mateix power pack que el Sho't Kal Alef, consistent en un dièsel continental i una caixa de canvis automàtica d'Allison.
  - Stridsvagen 105: La designació de l'exèrcit suec per al Stridsvagn 102R s'ha actualitzat amb noves suspensions, sistemes de control de foc, etc. Només prototip.[49]

#### Suïssa
- Panzer 55: 100 Centurion Mark 3 va ser ordenat el 1955 i lliurat entre 1956 i 1957. 100 centurion Mark 5 addicionals van ser ordenats de Sud-àfrica el 1960 i lliurats entre 1962 i 1964. 150 dels vehicles van ser posteriorment rearmats amb la L7 de 105 mm.[50]
- Panzer 57: 100 Centurion Mark 7 ordenat el 1957 i lliurat entre 1958 i 1960. 12 Centurion Mark 12 van ser ordenats el 1975/76 i lliurats el 1976/77.[51]

#### Jordània
- tariq: L'exèrcit jordà havia pres el lliurament del Tanc britànic Centurion (Mk5/2) en algun moment durant la dècada de 1960 i havia compromès 44 combatents contra els israelians durant la Guerra dels Sis Dies de 1967. L'obtenció de 33 d'aquests no va impedir que Jordània comprés més del Regne Unit en els anys vinents i va comprar un total de 293.[52]

## Versions

### Anglesos
- FV3802: Prototip d'artilleria autopropulsada de 88 mm basat en el Centurion -motor a la part posterior com en el tanc d'armes, però només cinc rodes de carretera per costat. L'arma es va instal·lar en una barbeta amb 45 tra de travessa a cada costat. Acceptada en principi el 1954, però abandonada a favor de la FV3805 el 1956.
- FV3805: Prototip d'artilleria autopropulsada de 140 mm, de nou basat en el Centurion, motor al davant i conductor sobre el guarda pistes. El projecte es va aturar el 1960 a favor de FV433 de 105 mm. Se sap que l'únic prototip supervivent de la FV3805, que tenia 140 mm de canó retirat, es troba a l'illa de Wight, a la costa sud d'Anglaterra. Aquest prototip es va convertir en un vehicle d'observació d'artilleria. A partir de l'agost de 2015, actualment hi ha en procés un projecte de restauració finançat per la col·lectivitat, amb la intenció de restaurar el vehicle a la capacitat de funcionament i funcionament complet.El primer tanc és un exemplar de FV4202 i el tanc del costat és un exemplar de FV4004 Conway

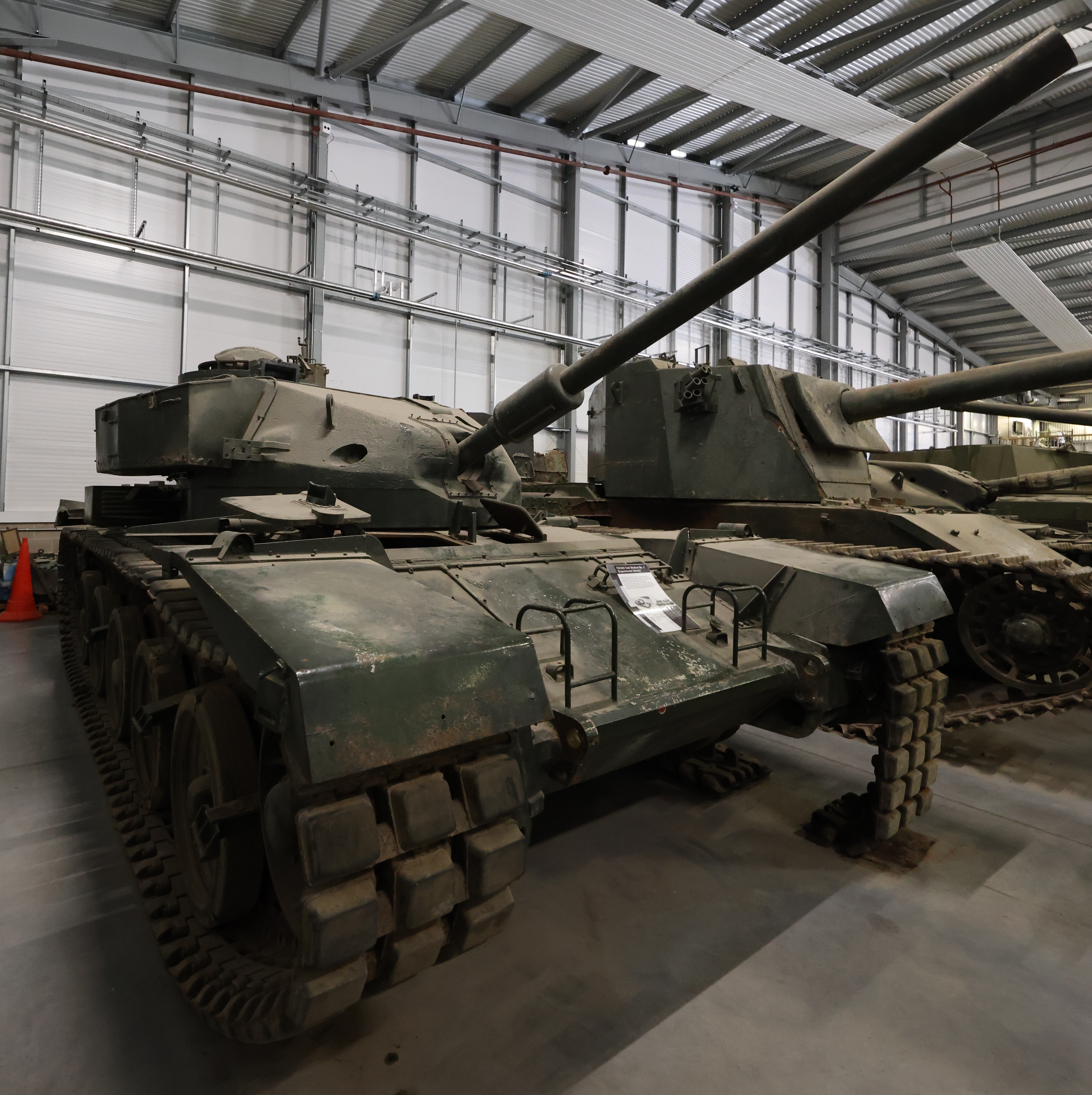
El primer tanc és un exemplar de FV4202 i el tanc del costat és un exemplar de FV4004 Conway

- FV4002: Vehicle llança pont basat al xassís Mk 5 amb un pont cisterna No 5. Per 15,8 per 4,0 m el pont podria ser llançat en menys de dos minuts, podria abastar un buit de 14 m i amb una diferència d'altura de fins a 2,4 m i podria suportar fins a 80 tones.
- FV4004 Conway: És prototip de canó autopropulsat, basat en un casc Centurion Mark 3 amb un canó L1 de calibre més gran de 120 mm en una torreta dissenyada per Auster i fabricada per Chubb de placa enrotllada. A causa del llarg retrocés de l'arma, l'arma va haver de muntar-se més amunt per evitar colpejar l'anell de la torreta i tenia una elevació i depressió limitades.[53] Estava pensat per ser un disseny provisional fins que el tanc Conqueror, que tenia la mateixa pistola entrà en servei. Un va ser construït abans que el projecte fos cancel·lat el 1951.[54]
- FV4005: Un destructor experimental de tancs amb un canó de 183 mm L4, que era una versió modificada de l'obús de 183 mm. El projecte va començar el 1951/52 i es va desenvolupar el juliol de 1955. Utilitzava una torreta lleugerament blindada, completament tancada i transitable en un casc de Centurió. L'agost de 1957, el destructor de tancs va ser desmantellat. Més tard es va tornar a muntar, substituint el Centurion Mk.3 Hull original per Mk.12 Hull, i es va posar en exhibició al Museu del Tanc de Bovington.[55]L'únic exemplar del FV4005

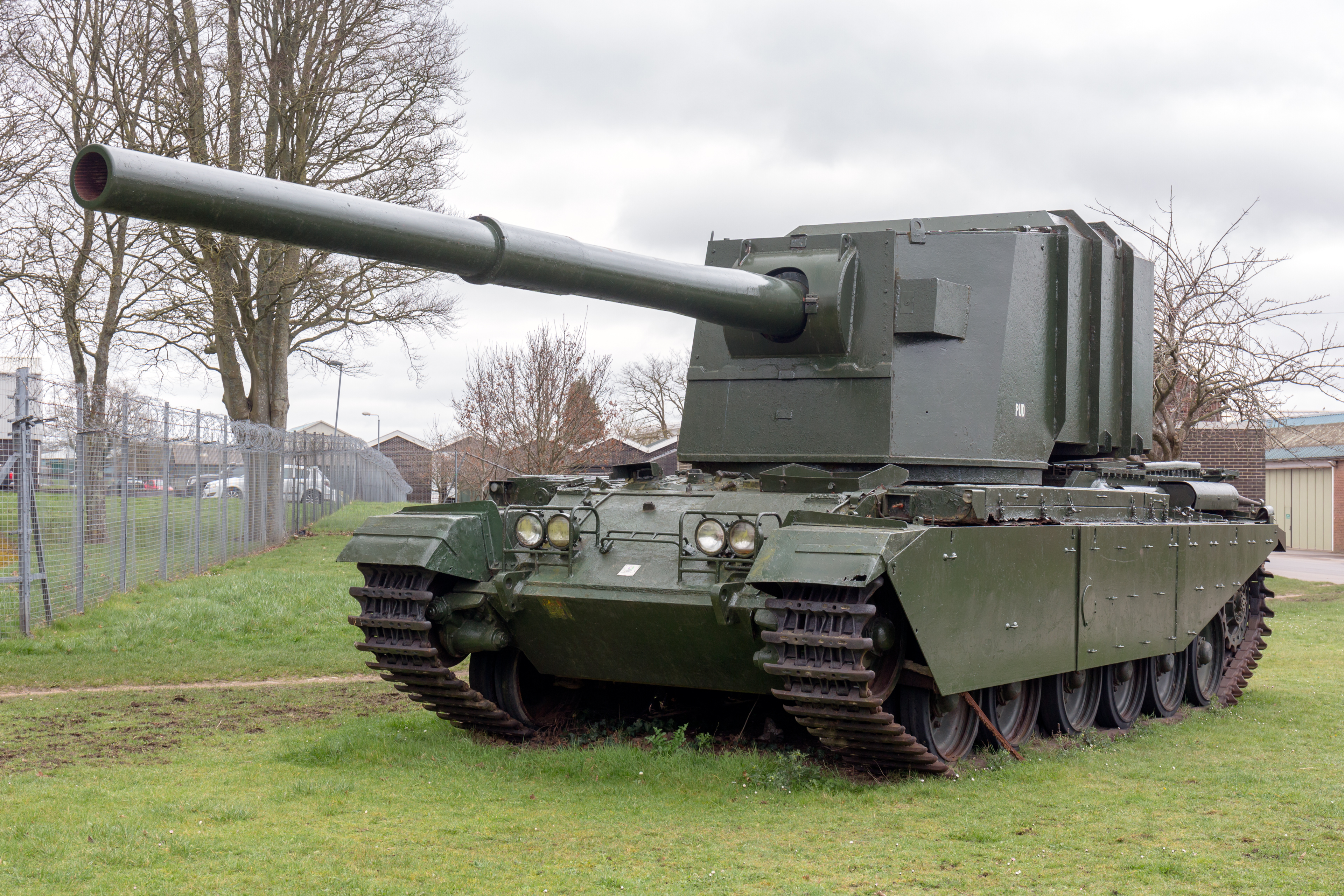
L'únic exemplar del FV4005

- FV4010: Vehicle de llançador de míssils guiat antitanc de Malkara.[56]
- FV4016: Transportador de rampa cuirassada. Construït sobre un Mark 5, el vehicle en si formava part del pont. Podria abastar un buit de fins a 23 m, i podria suportar fins a 80 tones.
- FV4018 centurion BARV: Vehicle de Recuperació Blindada de Platges. L'última variant de Centurion utilitzada per l'exèrcit britànic. Un vehicle encara estava en ús pels Royal Marines fins al 2003.[57]
- FV4202 "Centurion de 40 tonelades": S'utilitza per demostrar diversos conceptes utilitzats més tard en el Chieftain. Un motor Rolls-Royce Meteorite amb cinc parells de rodes més petites. Tenia davant una torreta de nas d'agulla que portava una pistola de 20 lliures, soldada a la part posterior d'una torreta de Centurió. El conductor tenia un seient reclinable, però no podia operar el vehicle en la posició reclinada.[58]

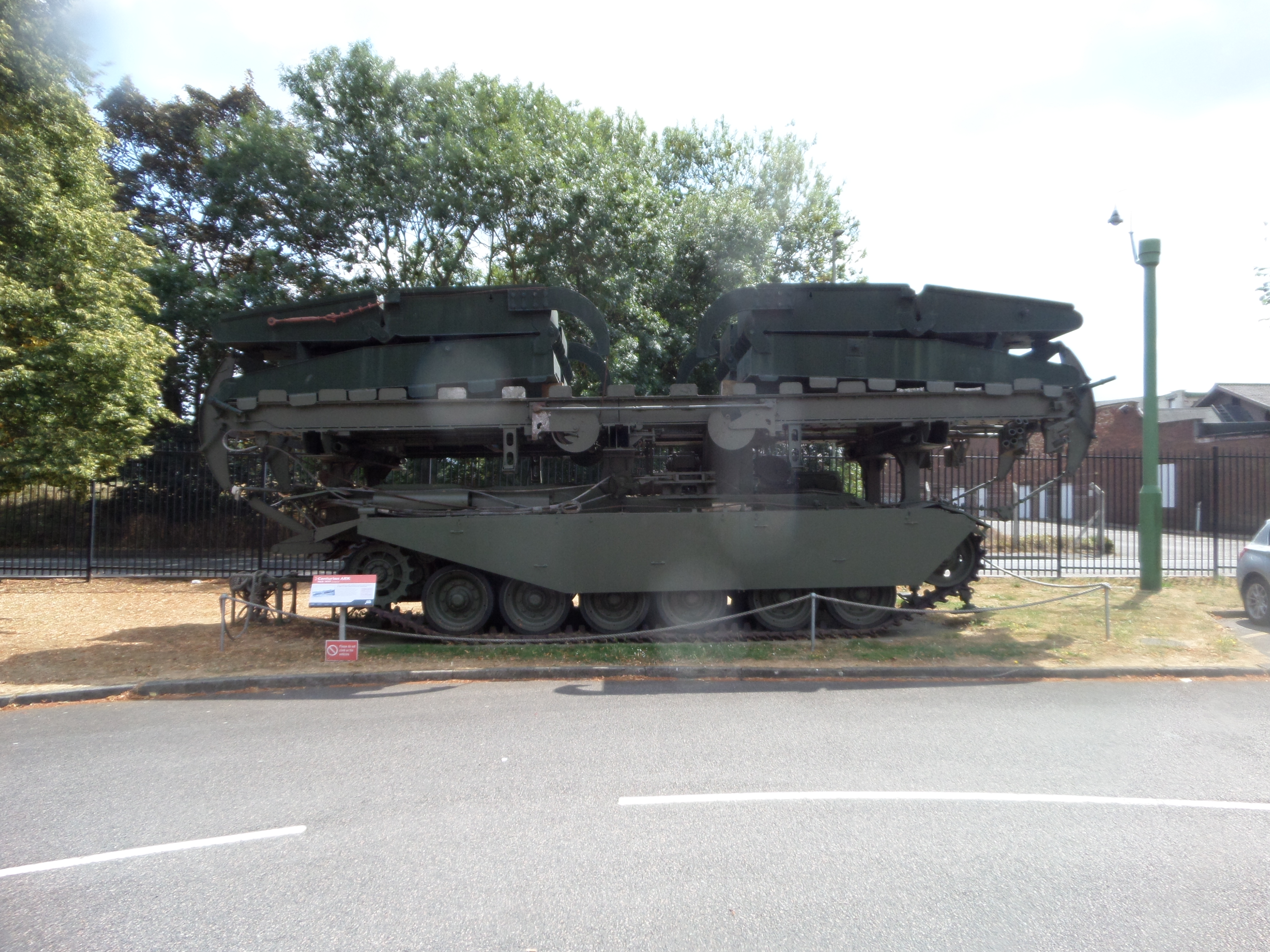
Centurion Ark

- Centurion ArkCenturion MMWR: Unint el tanc objectiu del radar.
- Centurion marksman: Equipat amb la torreta de defensa aèria de Marksman.
- Centurion Ark: Equip d'encreuament de buit d'assalt.
- Centurion ARV Mk I: Vehicle de recuperació blindada.
- Centurion ARV Mk II: Vehicle de Recuperació Blindada amb superestructura
- Centurion Bridgelayer: Capa de pont de classe 80
- Centurion Target Tank: Tanc de canons amb la majoria d'articles retirats de la torreta i pistola ficada, plaques de Bazooka molt més gruixudes i blindatge addicional en alguns llocs. S'utilitza a la Lulworth Ranges c1972-5 per entrenar tripulacions de míssils d'armes guiades utilitzant míssils inerts. Només controlador nominal.

### Altres països

#### Israel
- Nagmashot / Nagmachon / Nakpadon: Transport de personal blindat pesant israelià basat en el xassís del tanc Sho't (Centurion).
- Puma: Vehicle d'enginyeria de combat israelià al xassís de tancs Sho't.
- Eshel ha-Yarden: És un coet de llançament múltiple de 290 mm d'una sola etapa terrestre a terra muntat en xassís de tancs sho't.

#### Països Baixos
- Centurion bruggenlegger: Entre 1962 i 1965, els tancs de 17 Mk 5 van ser convertits en capes de pont (neerlandès: bruggenlegger), utilitzant el mateix pont i mecanisme que els M48 i M60 AVLB americans.
- Centurion dozertank: També el 1962-65, 17 Mk 5 amb canons de 20 lliures es van convertir en tancs dozer mitjançant la instal·lació de pales adaptades de vells dozers Sherman M4. Un cop esgotats els estocs de munició per als 20 lliures, es van retirar els canons i es van fixar les torretes cap a la part posterior, amb els llançagranades de fum reubicats a l'ara frontal de la torreta amb focus instal·lats allà, així com per ajudar a les operacions de dozer a la nit.

#### Sud-àfrica
- Olifant Armour Recovery: Vehicle blindat de recuperació construït sobre el xassís d'un Olifant.

#### Suècia
- Bärgningsbandvagn 81: Designació de l'exèrcit suec per al Centurion ARV.[59]

#### Jordània
- Dawsar: És un transport de personal fortament blindat desenvolupat per l'Oficina de Disseny i Desenvolupament del Rei Abdullah. És un tanc de batalla principal de Tariq, una versió actualitzada de Centurion.[60]

## Operadors

### Acuals
- Països en blau on tenen un centurion en servei. Països en vermell on  tenien un Centurion en servei Israel: Els tancs es van retirar, molts bucs convertits a Nagmachon, Nakpadon o Puma.

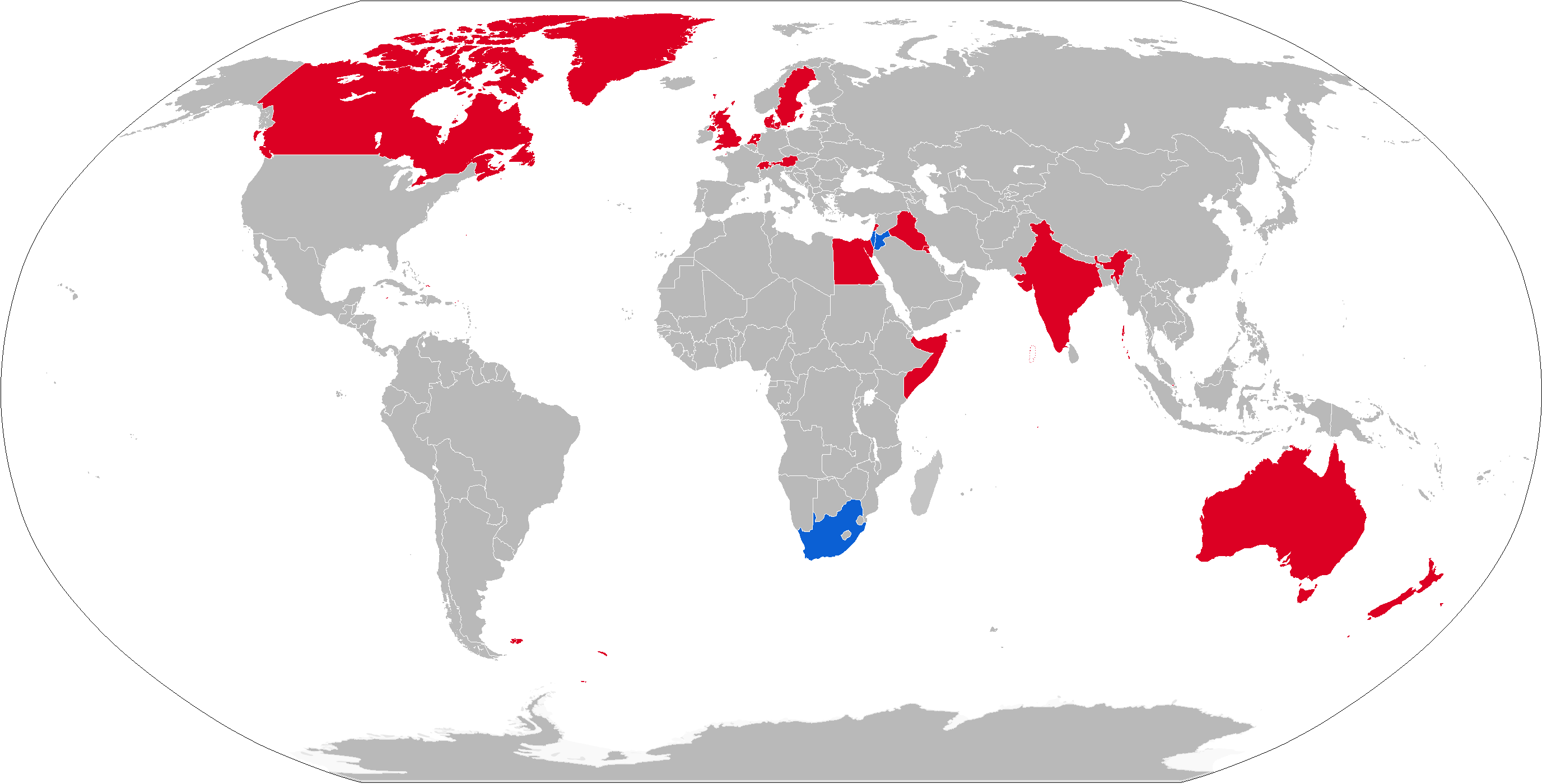
Països en blau on tenen un centurion en servei. Països en vermell on tenien un Centurion en servei

- Jordània: Xassís reutilitzat per al modern Dawsar.
- Sud-àfrica: En servei com el tanc Mk1A/B i Mk2 Olifant desenvolupat i actualitzat.[48]

### Antics
- Austràlia: Reemplaçat per Leopard 1.
- Austria: Ara fixat en búnquers.
- Canada: Inicialment, es van encarregar 274 Mk 3 tancs, a més de nou vehicles de recuperació blindats i quatre ponts i es van seguir ordres addicionals. El Mk 5 es va utilitzar més tard. De 1969 a 1970, l'exèrcit canadenc llista 77 tancs amb base a Alemanya (principalment Mk 5 i Mk 11) i la resta al Canadà per a un total de 347 tancs (incloent-hi 120 Mk 5 i alguns Mk 11 amb IR i canons d'abastament instal·lats). Reemplaçat per Leopard C1. Molts dels tancs van ser venuts a Israel, que els va convertir en dièsel. Alguns encara s'utilitzen com a variants.
- Dinamarca: Van entregar 216, van ser reemplaçats pel Leopard 1.
- Egipte: Van ser remplançats per T-55, T-62, M60 Patton i M1a1 abrams.
- Índia: Retirat del servei.
- Iraq: Retirat del servei.
- Kuwait:50 van ser lliurar a Somàlia a finals de la meitat de 1979.[61]
- Líban: Retirat del servei.
- Països Baixos: Inicialment, van rebre 435 Mk 3 tancs a partir de 1953, augmentats a 592 el 1956; tots van ser pagats pels Estats Units com a part de la Llei d'Assistència de Defensa Mútua. Com que un es va perdre per un incendi accidental el 1953, 591 tancs de canons estaven en força, i aviat van ser actualitzats a l'estàndard Mk 5 amb, 70 Mk 7 tancs van ser lliurats del Regne Unit; tots ells van ser mantinguts en reserva de guerra fins a 1969, quan van ser eliminats. Durant els anys 1960-72, els tancs 343 Mk 5 van ser gradualment enlairats amb canons de 105 mm a l'estàndard Mk 5/2, igual que els 19 Mk 7 (a Mk 7/2) el 1966-68. Entre 1962 i 1965, els tancs 17 Mk 5 van ser convertits en capes de pont, utilitzant el mateix pont i mecanisme que els M48 i M60 AVLB americans; al mateix temps, altres 17 Mk 5 es van convertir en tancs dozer. Tots els centurions van ser reemplaçats per Leopard 2 en la dècada de 1980, després d'haver estat utilitzats juntament amb Leopard 1 en la dècada de 1970.
- Panzer 55 Nova Zelanda: Utilitzava 12 vehicles en la variant Mk 3 del Regne Unit, Mk 5 i 5/1 de l'exèrcit britànic a Hong Kong i un ARV del Regne Unit. Es va retirar dels serveis el 1968 i set tancs juntament amb l'ARV es van vendre a Austràlia. Se n'han conservat dues i s'han lliurat al museu. Els altres dos van anar al terreny d'entrenament de Waiouru com a objectius de llarg abast.[62]

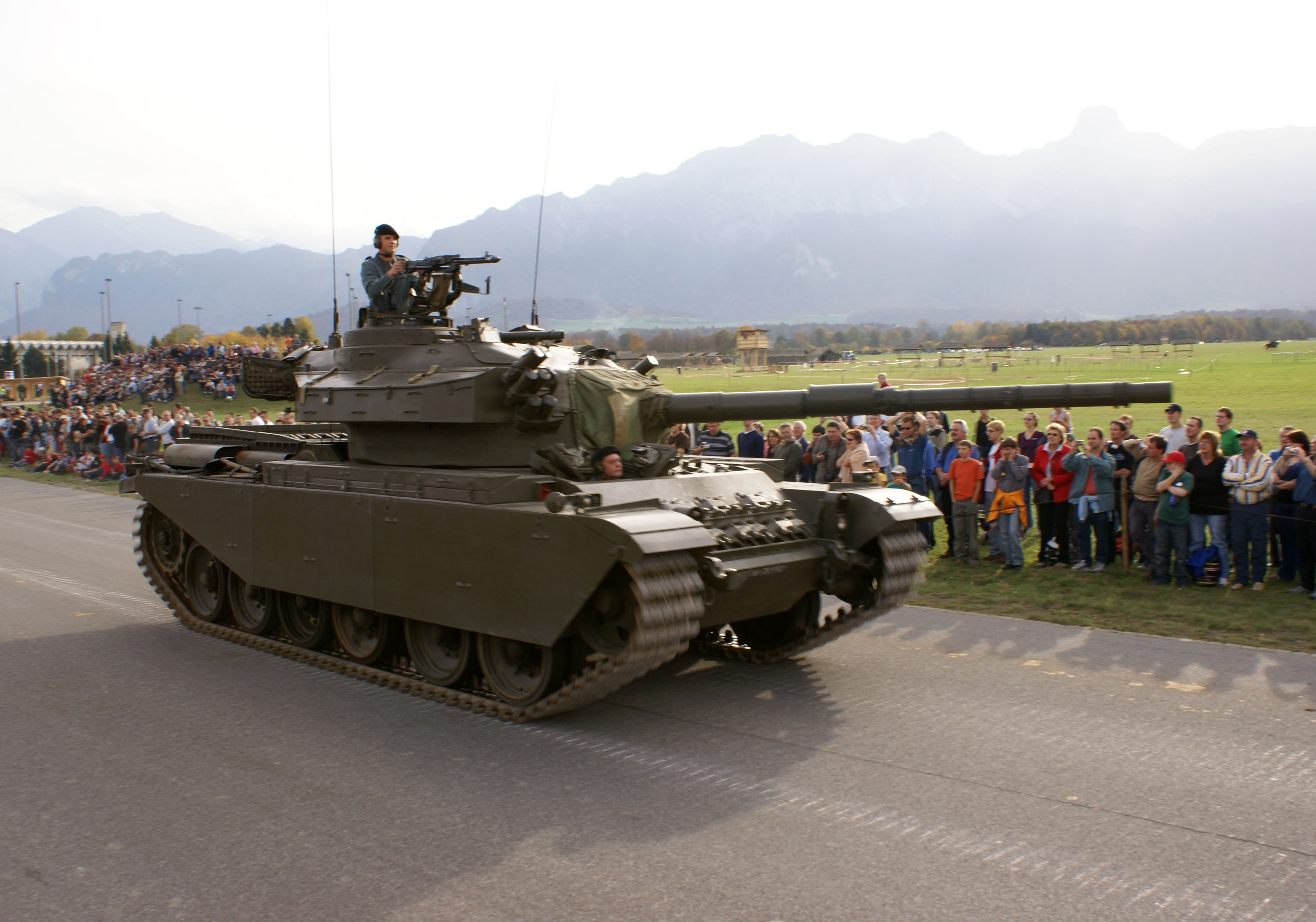
Panzer 55

- Singapur: 63 Centurion Mk3 i Mk7 comprats a l'Índia el 1975 i més a Israel el 1993-1994, tots actualitzats a l'estàndard israelià amb nous canons principals i motors dièsel.[63] Des de llavors s'ha col·locat en emmagatzematge i ha estat reemplaçat pel Leopard 2SG.
- Somàlia: Christopher F. Foss, escrivint a la segona edició dels Main Battle Tanks de Jane, va dir que Kuwait es creia que havia subministrat Somàlia amb uns 35 Centurions.[64]
- Suïssa: Van ser remplançats per Leopard 2.
- Suècia: Van ser remplançats per Stridvagen 121.
- Regne Unit: Van ser remplançats per Chieftain

## Carros de combat similars
- Estats Units: M26 Pershing
- Estats Units: M46 Patton
- Estats Units: M47 Patton
- Estats Units M48 Patton
- Estats Units M60 Patton
- URSS: T-44
- URSS T-54/T-55
- Alemanya: Leopard 1